# Malarstwo chińskie
Malarstwo chińskie – tradycja sztuki malarskiej, wykształcona i kontynuowana w Chinach od czasów starożytnych do współczesnych. Charakteryzowała się m.in. wykorzystaniem podobnych technik i narzędzi jak pismo chińskie i kaligrafia chińska, użyciem farb i tuszy wodnych, oraz papieru i jedwabiu jako podkładu. Stosunkowo wcześnie, ok. V w. n.e., powstała też myśl teoretyczna, postulująca tworzenie obrazów, które oddawały raczej stan ducha artysty w chwili tworzenia, niż czyste odwzorowanie form, oraz ideał artysty amatora raczej niż pracującego na zamówienie rzemieślnika. Najwyżej cenioną formą malarstwa było rozwijające się od czasów dynastii Tang monochromatyczne malarstwo pejzażowe, które osiągnęło szczyt rozwoju w wiekach IX–XIV. Jego twórcami byli często uczeni konfucjańscy, należący do intelektualnej elity kraju. Malarstwo chińskie wywarło znaczny wpływ na sztukę krajów sąsiednich (np. na Japonię), które wytworzyły własne formy pochodne. Od początku XX w. w Chinach zaznaczają się coraz silniejsze wpływy malarstwa w stylu europejskim, z wykorzystaniem np. technik olejnych, ale tradycyjne malarstwo jest wciąż kontynuowane.

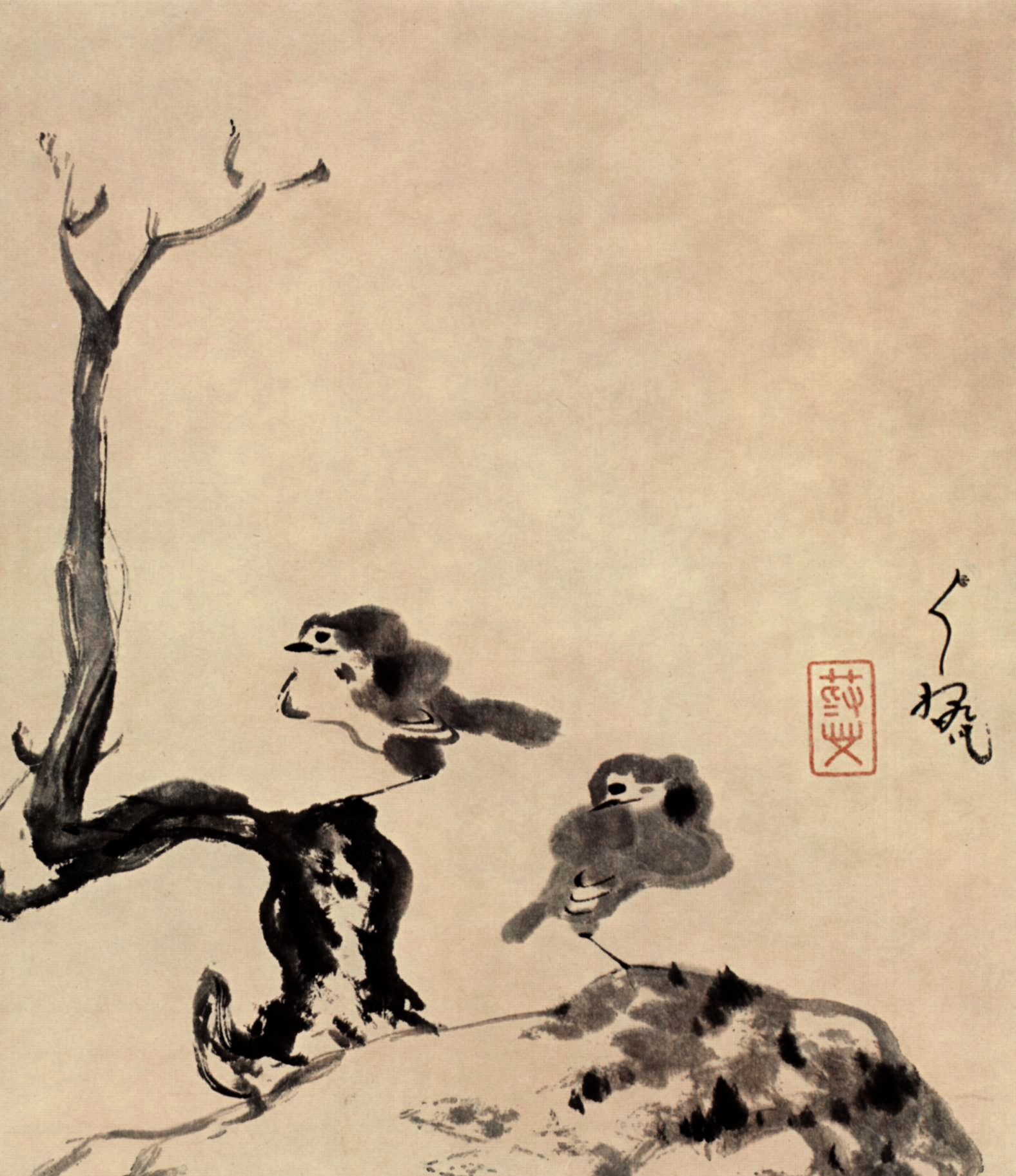
Ptaki na skale, autorstwa Zhu Da. Sen-oku Hakuko Kan w Kioto

## Podstawowe techniki

### Gongbi
Gongbi (chiń. upr. 工筆; pinyin gōngbǐ), co można przetłumaczyć jako „[technika] precyzyjnego pędzla” lub „precyzyjne pociągnięcia pędzla”, bez niezależnej lub ekspresyjnej zmienności. Jest to styl rysunkowy (aczkolwiek wykonywany pędzlem), o starannych konturach, na ogół obwiedzionych cieniutką linią czarnego tuszu, a następnie wypełnionych kolorem. To styl malarstwa uprawianego głównie przez zawodowych malarzy (często dworskich), charakteryzujący się żywymi kolorami i drobiazgowym odwzorowaniem malowanego przedmiotu. Zasadniczo całe malarstwo chińskie (figuralne, pejzażowe itp.) do IX w. należało do tego typu; później w tej technice powstawało większość malarstwa religijnego, wszystkie malowidła ścienne, a także (niekolorowane) oryginały do wykonywania drzeworytów.

### Xieyi
Xieyi chiń. upr. 写意; pinyin xiěyì - dosłownie „opisywanie idei” - to z kolei technika zdecydowanie malarska, operująca plamą koloru, lub częściej, czarnego tuszu. Kontury i inne elementy rysunkowe są na ogół dodawane w drugiej kolejności, jako uzupełnienie podstawowych plam, i często też składają się z niewielkich plamek. Technikę tę często stosowano w malarstwie monochromatycznym, czarnotuszowym, oddającym kolory jedynie stopniem rozrzedzenia tuszu. Narodziła się ona najprawdopodobniej z końcem dynastii Tang w środowisku malarzy amatorów, chcącym zerwać z kostniejącym akademizmem.

### Materiały
Typowe obrazy chińskie tworzono farbami wodnymi na papierze (zwłaszcza typu xuan) lub jedwabiu – większość to technicznie  akwarele, rzadziej tempery. Często wykorzystywano jedynie czarny tusz wodny, produkowany w pałeczkach i rozcierany z wodą na specjalnym kamieniu; zmieniając stopień jego rozcieńczenia osiągano różne odcienie. Zasadnicze instrumentarium malarskie było identyczne z tym używanym do pisania lub kaligrafii – były to tzw. cztery skarby gabinetu. Kolorowe farby, wykorzystywane w większym stopniu przez malarzy zawodowych, wykonywano ze składników organicznych i mineralnych takich jak: karmin, indygo, smocza krew; azuryt, malachit, umbra i biel ołowiowa. Skala barw w malarstwie chińskim jest dość ograniczona, ponieważ nie dążyło ono do iluzjonistycznego odwzorowania rzeczywistości; znaczne obszary białego papieru kontrastowały z kolorami, dając efekt żywszej niż w rzeczywistości barwy.
Papier był najbardziej typowym podkładem, ale tworzono też obrazy naścienne czy na drewnie, przede wszystkim dekoracyjne; do zdobienia szkła lub porcelany wykorzystywano odpowiednie pigmenty, następnie utrwalane przez wypalanie. Malarstwo olejne zostało wprowadzone do Chin późno, na większą skalę dopiero w wieku XX.

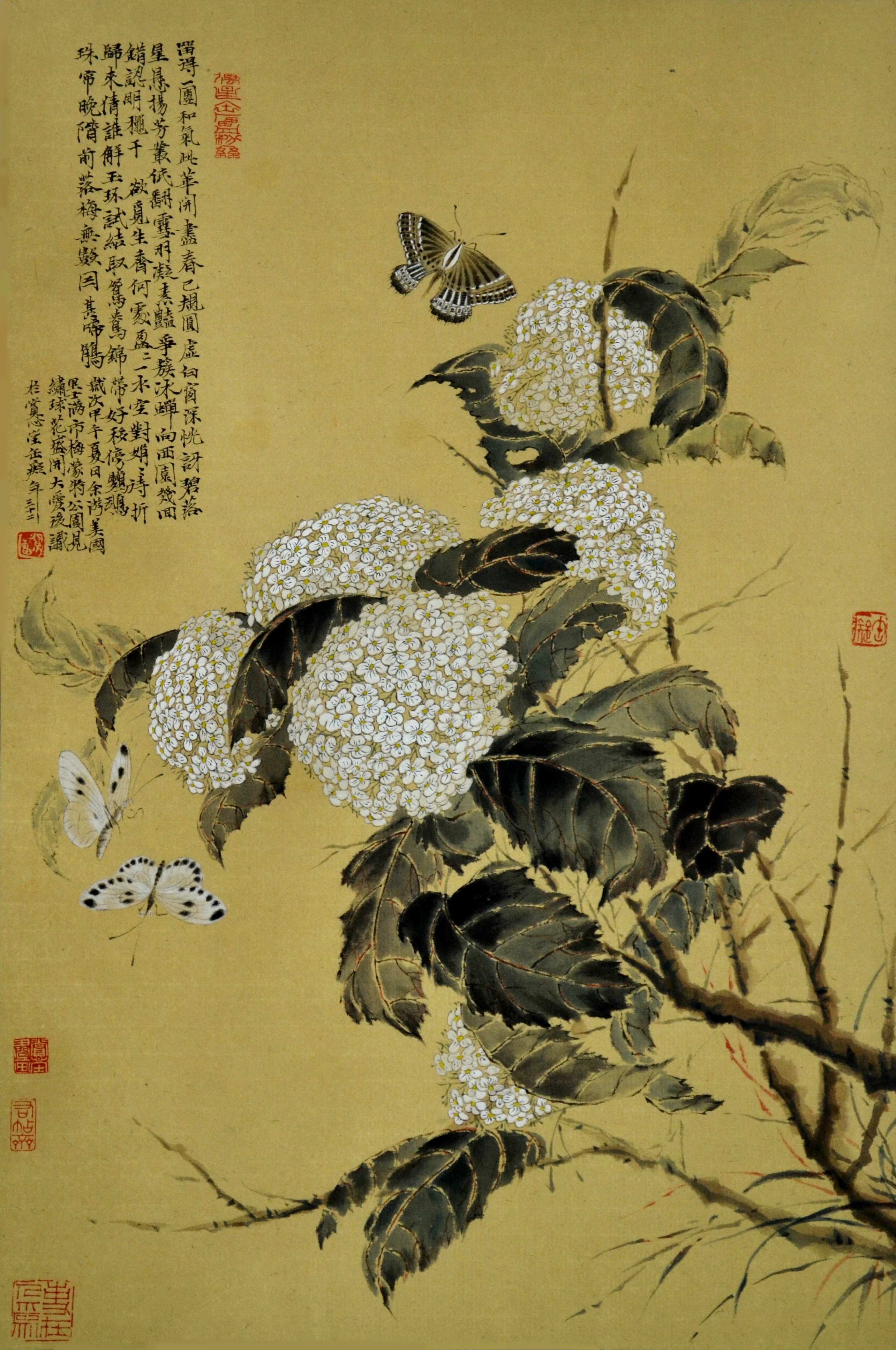
Kwitnące hortensje, obraz w technice gongbi
Pijany nieśmiertelny Liang Kaia, portret techniką xieyi. Narodowe Muzeum Pałacowe
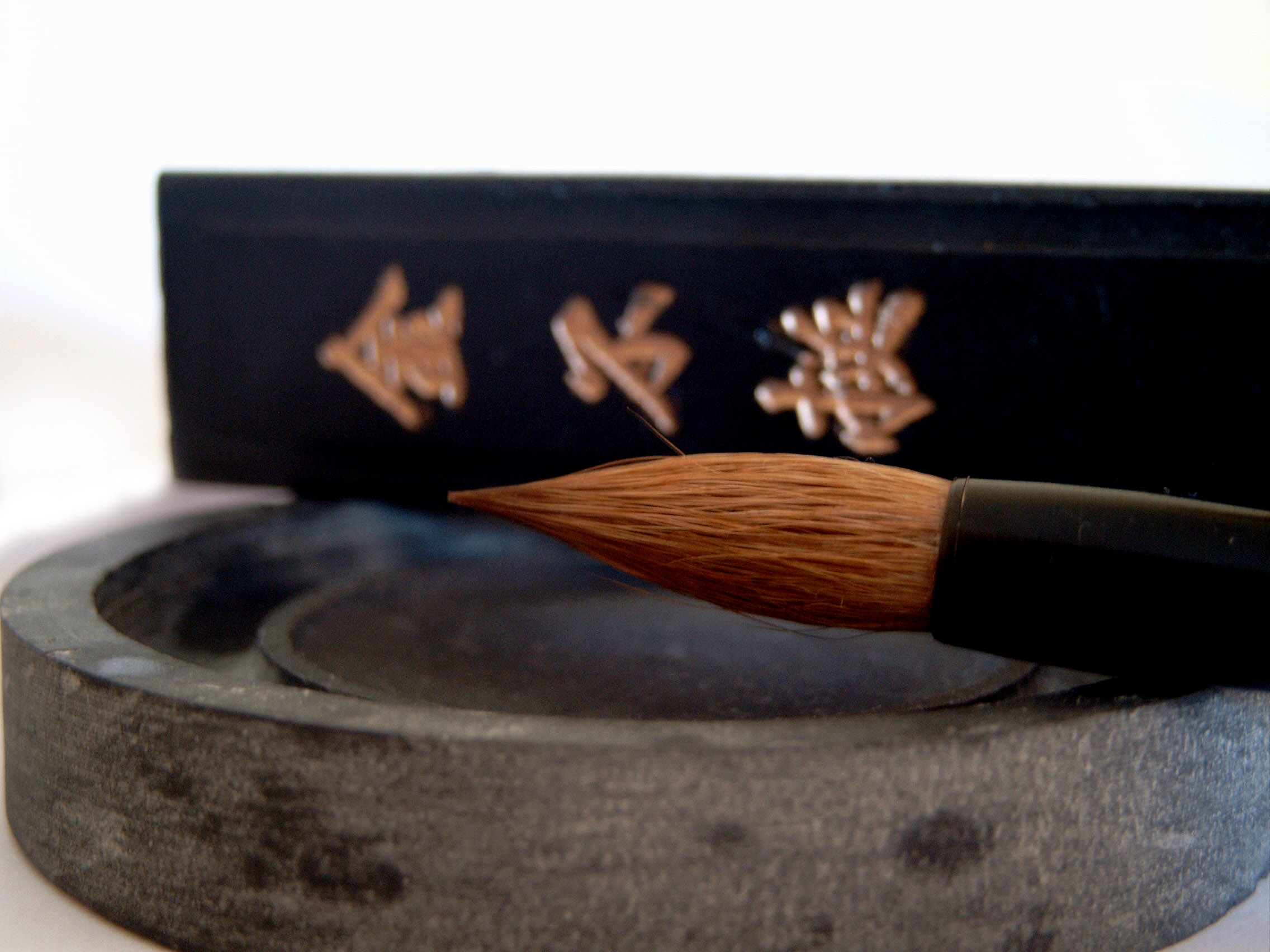
Typowy pędzel malarski/kaligraficzny, oparty o kamień do rozcierania tuszu (sztabka tuszu w tle)
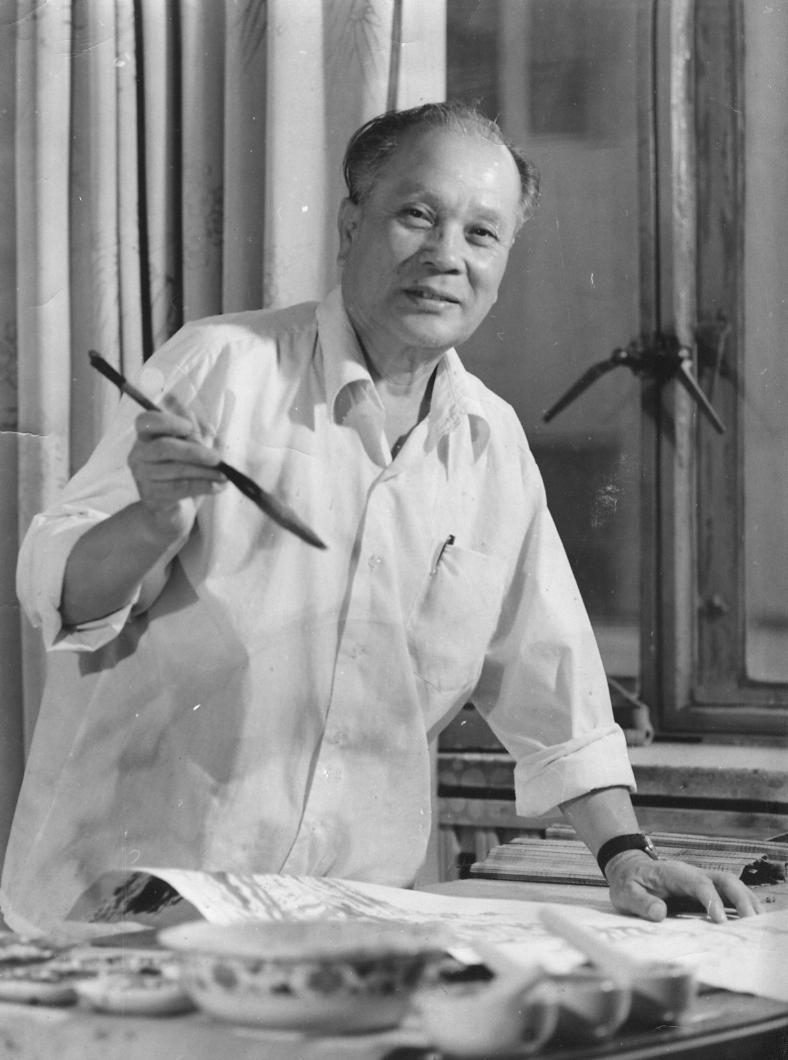
Zhao Songtao w studiu: widać pędzel malarski, rozłożony papier i miseczki z farbami

### Formy obrazu
Jednymi z najczęstszych form obrazów są zwoje poziome i pionowe. Poziome wywodzą od książek w tej formie, w których ilustracje uzupełniały tekst. Bardzo często, zwłaszcza w przypadku długich zwojów, obrazy podzielone są na sceny, oglądane kolejno, odwijając kolejne fragmenty zwoju. Obrazy takie nie były przeznaczone do wystawiania, lecz do podziwiania w niewielkim, wybranym gronie koneserów. Zwoje pionowe wieszano na ścianach – na pewien czas (nie były przeznaczone do stałego wystawiania); zwyczaj wieszania obrazów narodził się za czasów dynastii Tang, wcześniej główną formą malowidła we wnętrzu był parawan.
Zwoje były starannie oprawiane - sam obraz na cienkim papierze lub jedwabiu był bardzo narażony na uszkodzenie; podklejano go więc na grubszym papierze, lub materiale, a następnie otaczano bordiurą z ozdobnego materiału. Podkład z bordiurą tworzyły zasadniczą ramę obrazu; na końcach mocowano listwy usztywniające i nawijano na wałek. Wałek, który mógł też zastępować jedną z listew miał często ozdobne zakończenia (były one widoczne nawet, gdy obraz był zwinięty).
Innymi popularnymi formami obrazów, w szczególności małoformatowych były kartki z albumów. Te czworokątne lub okrągłe obrazy były bardzo niewielkie, więc oglądano je z bliska. Małoformatową formą obrazu były też wachlarze, zarówno w postaci płytki z rączką, jak i wachlarza rozkładanego (czasem malowideł wachlarzowych nie oprawiano, lecz wklejano do albumów – w ten sposób traciły wartość użytkową, stając się jedynie dziełami sztuki).

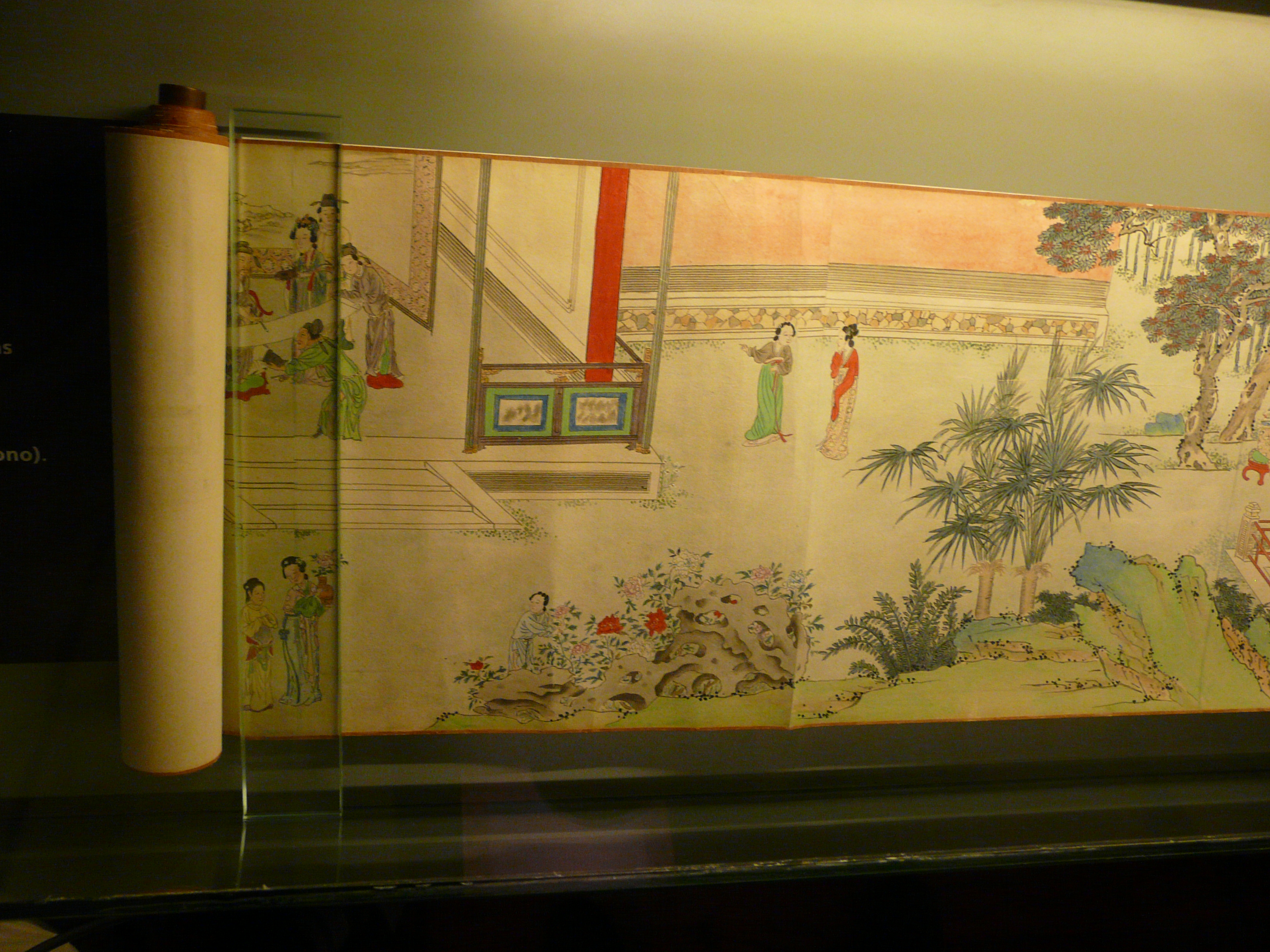
Częściowo rozwinięty zwój poziomy; widoczny wałek do nawijania
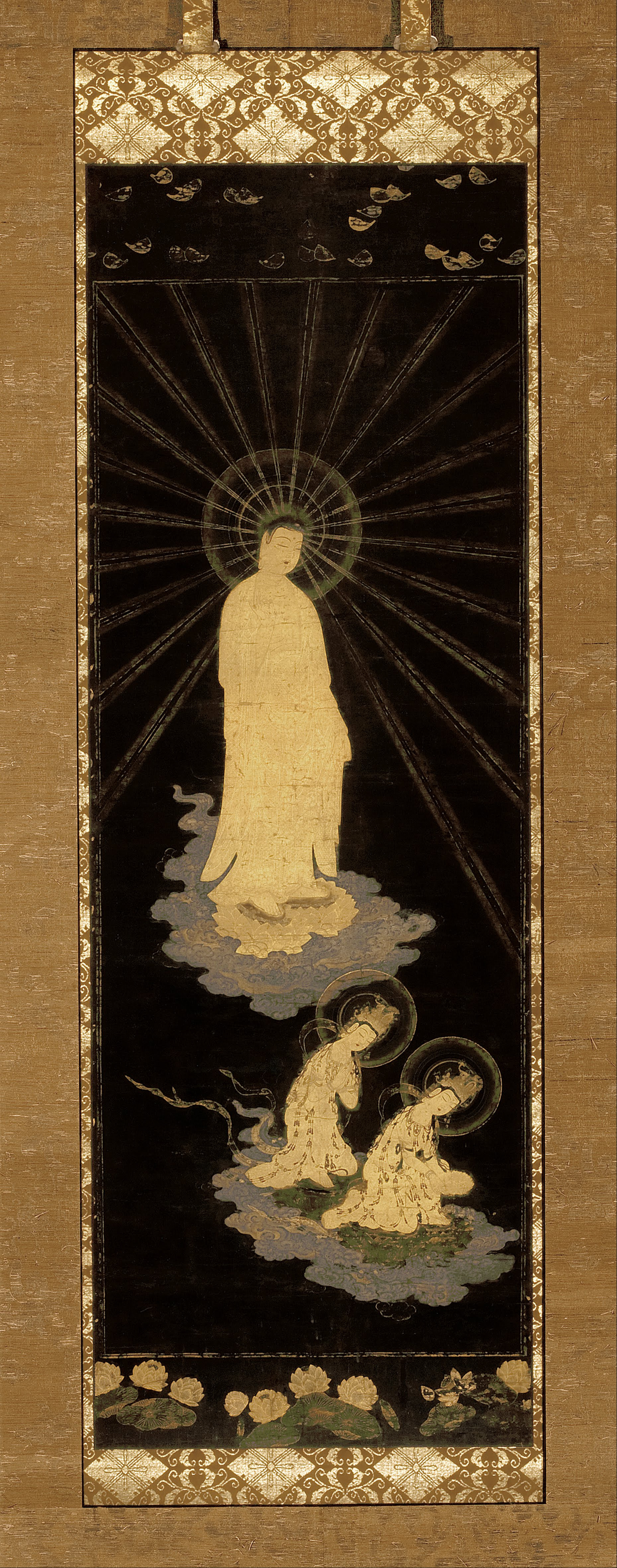
Zwój pionowy; widoczna oprawa ze złotego jedwabiu
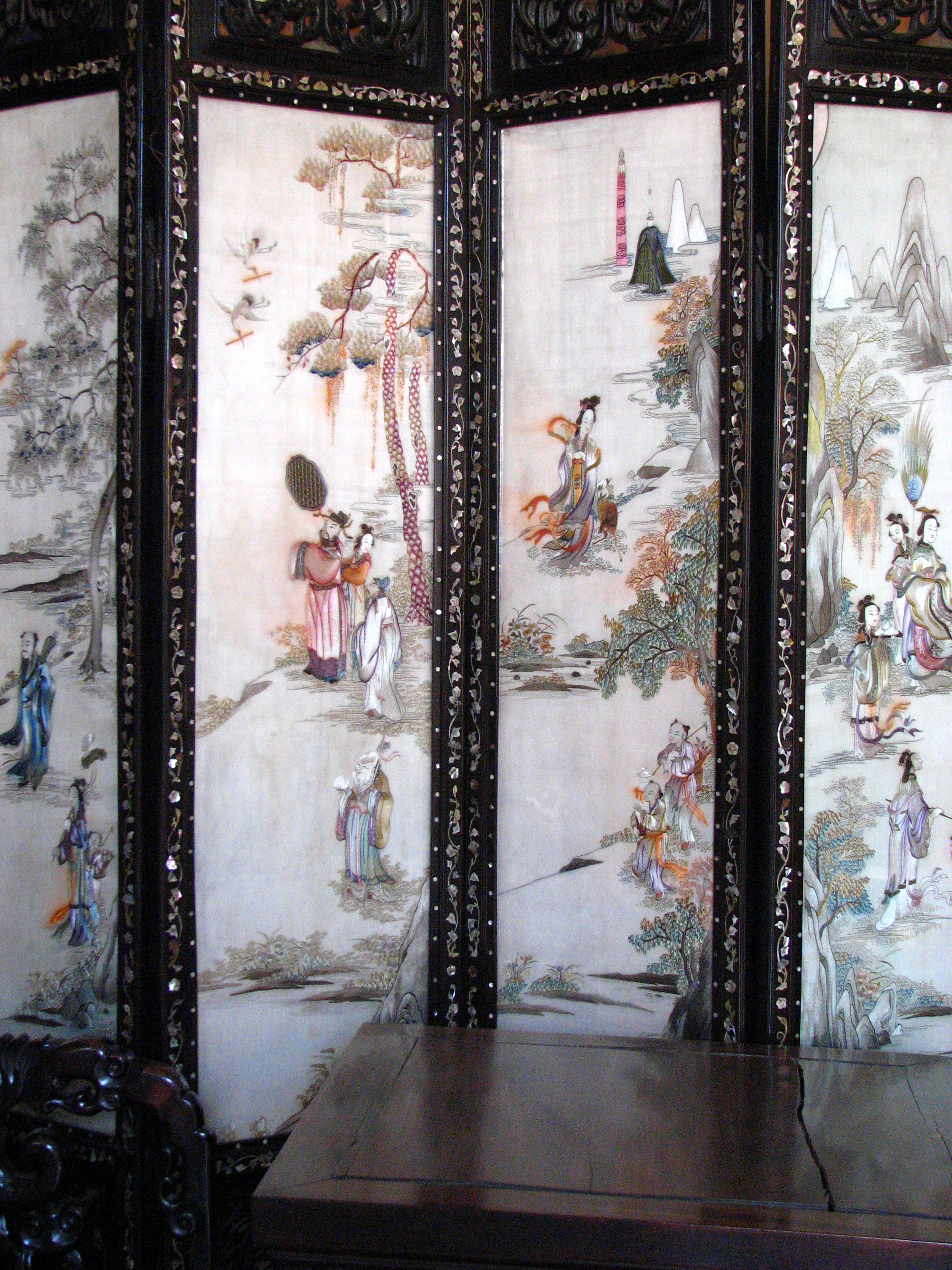
Malowany parawan
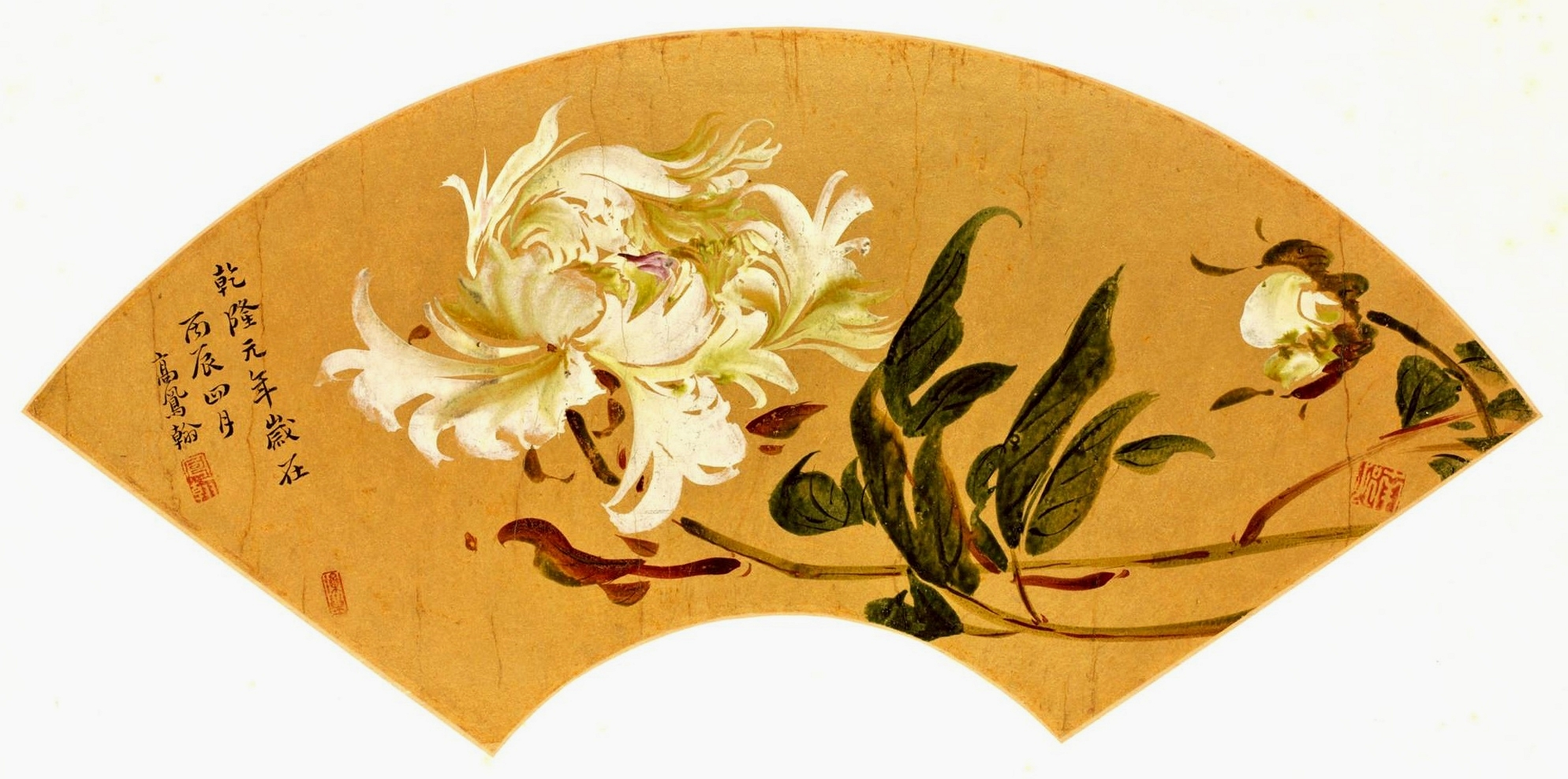
Obraz na wachlarzu
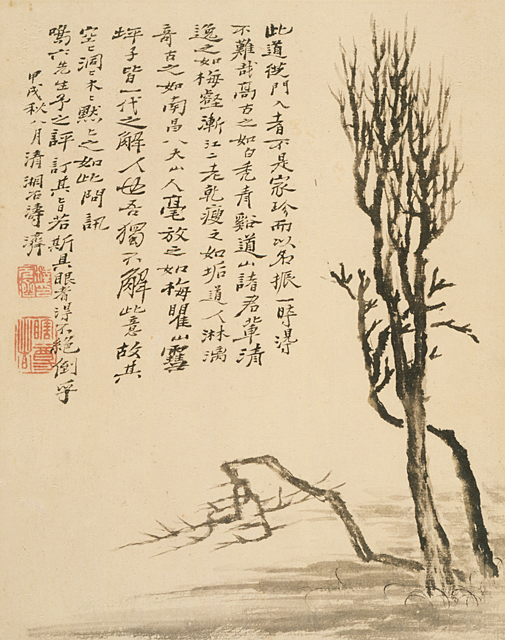
Kartka z albumu obrazów

## Teoria malarstwa
Fundamentem teorii chińskiego malarstwa są dzieła malarza, krytyka i teoretyka z V w. n.e., Xie He, który sformułował tzw. Sześć Zasad, według których można ocenić jakość obrazu. Mimo że są sformułowane w sposób pozwalający na wiele interpretacji (a może właśnie z tego powodu) stały się one podstawą późniejszej, nader obszernej literatury teoretycznej. Te Sześć Zasad to:
1. Ożywienie duchem współbrzmienia
2. Metoda strukturalna użycia pędzla
3. Wierność przedmiotowi malowanemu
4. Użycie kolorów odpowiednich do rodzaju malowanego przedmiotu
5. Właściwe rozmieszczenie obiektów na obrazie
6. Przekazywanie (doświadczeń przeszłości) przy sporządzaniu kopii[10]

Pierwsza zasada jest najbardziej niedookreślona, a równocześnie wykracza poza techniczne umiejętności malarza; odnosi się raczej do zdolności uchwycenia „esencji” przedmiotu czy sceny malowanej, jej „ducha”, qi (w znaczeniu życiowej energii przepływającej przez wszechświat). Jeśli uda się to osiągnąć, obraz będzie „ożywiony” (神动, shendong). Pozostałe zasady dotyczą samego malowania: pierwsza z nich mówi, że najważniejsza jest podstawowa struktura rysunku, bez niej kolory czy detale będą nieistotne. Tworzące ją pociągnięcia pędzla muszą być zdecydowane i celowe, albowiem technika malowania tuszem na chłonnym podkładzie, papierowym czy jedwabnym, uniemożliwia dokonywanie poprawek. Kolejne dwie dotyczą wierności w odwzorowywaniu rzeczywistości (w czasach Xie He chińskie obrazy były z reguły kolorowe, malarstwo monochromatyczne stało się popularne dużo później); piąta wskazuje na konieczność właściwej kompozycji. Szósta nie nakazuje prostego naśladownictwa, ale zwraca uwagę na sposób studiowania malarstwa – przez dokładne kopiowanie dzieł dawnych mistrzów adept ma nabyć ich umiejętności i zrozumienia ich stylu, by następnie, na tej podstawie, wykształcić własny styl, pozostający wszakże w łączności z poprzednikami.
Z późniejszych dzieł krytycznych szczególnie istotne są napisane przez Zhang Yanyuana w IX w. Zapiski o słynnych malarzach poprzez wieki (历代名画及, Li dai ming hua ji). Zhang wskazuje w nim, że malarstwo jest istotną częścią edukacji moralnej, a doskonałe obrazy są w stanie przedstawić prawdy moralne równie dobrze, jak traktaty i rozprawy. Podkreśla też doskonałość dawnych mistrzów, takich jak: Gu Kaizhi, Wu Daozi, Zhang Sengyao i Lu Tanwei, wskazując, że w ich obrazach widać ducha przepełniającego malarza, a nie jedynie techniczne umiejętności, perfekcyjne, ale „martwe”.

## Historia malarstwa

### Najwcześniejszy okres
Malarskie dekoracje pojawiają się na neolitycznej ceramice chińskiej, w szczególności na czerwonej ceramice kultury Yangshao. Poza najpowszechniejszymi wzorami geometrycznymi, wykorzystywano także zgeometryzowane figury zwierząt (np. ptaków, żab, ryb) i ludzi (znane np. ze znalezisk w Banshan); niektóre ze znalezisk wskazują na dość zaawansowaną technikę użycia pędzla. Późniejsza ceramika np. longshańska i shangowska zdobiona była raczej wytłaczaniem niż malowaniem.
W okresie shangowskim malarstwo odgrywało prawdopodobnie rolę dekoracyjną, ale zachowały się tylko minimalne jego ślady, z wzorami zbliżonymi do dekoracji na naczyniach brązowych. Niewiele pozostało też z malarstwa epoki Zhou – są to głównie niewielkie fragmenty, malowane na jedwabiu lub laką na drewnie. Zachowane fragmenty z  IV i III w. p.n.e. z państwa Chu, odnalezione koło Changsha, ukazują tematy religijne, rysowane wyraźną kreską i efektowne, kolorystyczne kompozycje ornamentalne z postaci ludzkich, zwierzęcych i mitologicznych. Odnalezione przedmioty z laki, zdobione rytmicznymi, dynamicznymi, starannie skomponowanymi wzorami, charakteryzują się doskonałym rzemiosłem, jeśli chodzi o technikę malarską. Nie jest jasne, czy malarstwo rozwinęło się w Chu wcześniej, czy przypadkowo się zachowało, ale stamtąd właśnie pochodzi najstarsze znane malowidło na jedwabiu; odnaleziono też tam pędzle i materiały piśmiennicze. Malarstwo z Chu zdradza kompozycyjnie wielkie pokrewieństwo do tamtejszych reliefów na brązach – w ogóle na wielu brązach z późnej epoki Zhou znajdują się rozwinięte kompozycje typu malarskiego, przedstawiające np. sceny dworskie czy polowania, nierzadko zawierające po kilkadziesiąt ludzkich postaci, w szkicowo zaznaczonym krajobrazie.

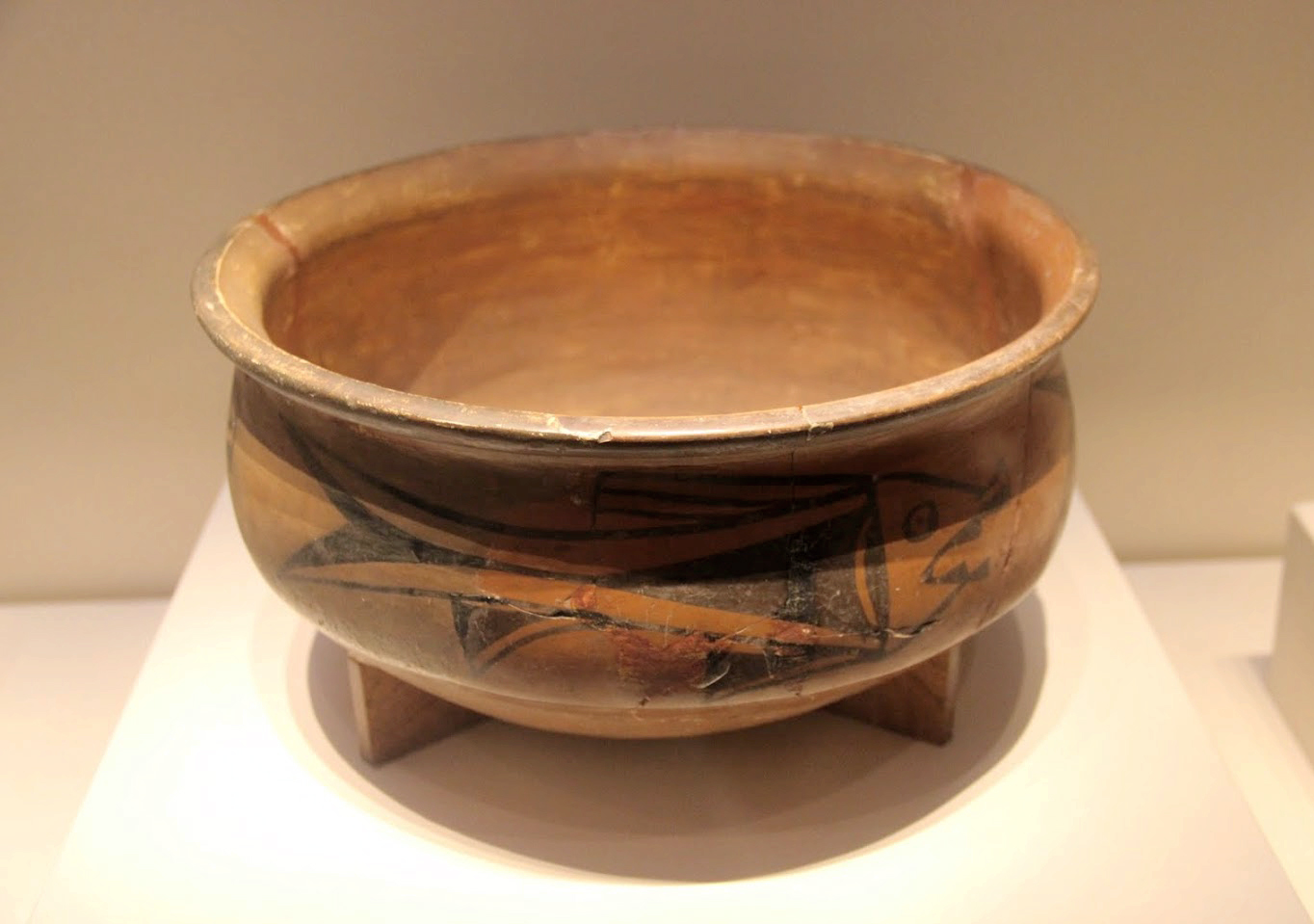
Ryba na neolitycznym naczyniu z Banpo, kultura Yangshao. Chińskie Muzeum Narodowe
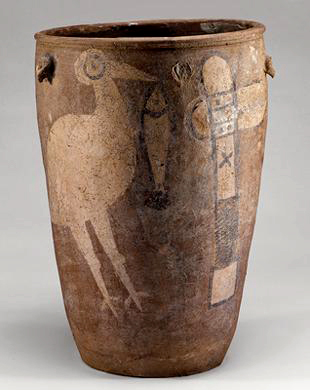
Ptak na neolitycznej urnie. Chińskie Muzeum Narodowe
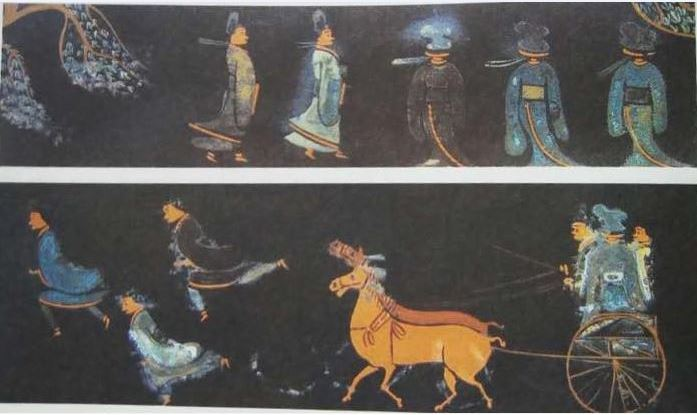
Obrazy na pudełku z grobowca z państwa Chu. Laka, 316 p.n.e. lub wcześniej[20] Muzeum Prowincji Hubei
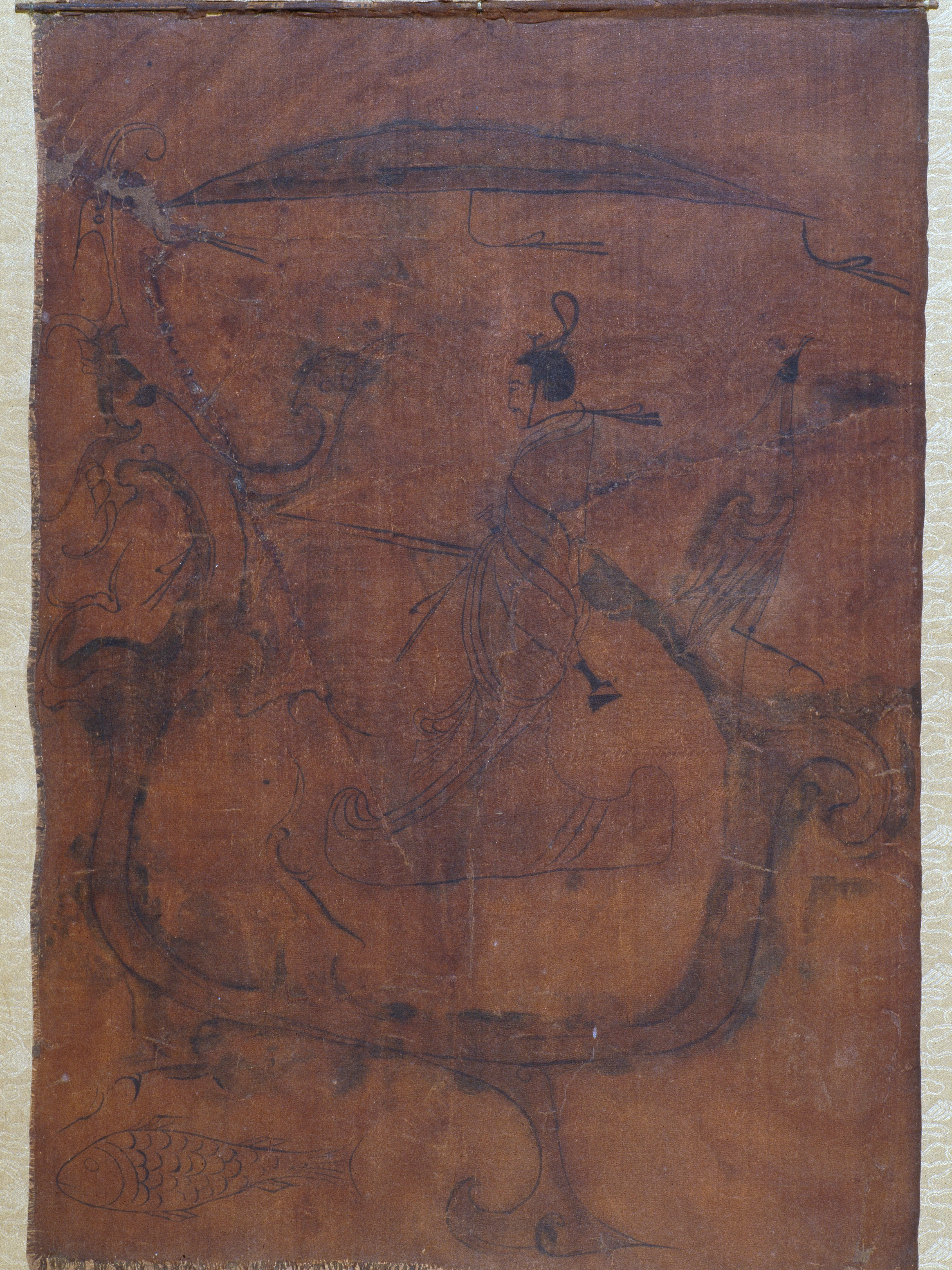
Mężczyzna dosiadający smoka. Chorągiew z grobowca z okolic Changsha. Tusz na jedwabiu, III w. p.n.e. Muzeum Prowincji Hunan

### Dynastia Han
Znaleziska z Changsha wspierają hipotezę, że malarstwo epoki Han wywodziło się z Chu. Ściany pałaców cesarskiej dynastii Han zapewne pokryte były ciągami malowideł, o czym świadczą opisy w ówczesnej literaturze (np. poezji Wang Yanshou). Zachodnie skrzydło pałacu cesarza Xuandi było dekorowane przedstawieniami dawnych złych i dobrych władców, a cesarz Wudi miał wieżę ozdobioną wyobrażeniami bóstw i demonów.
Pośrednim świadectwem tej tradycji są reliefy z grobowców hanowskich, nie tyle płaskorzeźbione, co „grawerowane” na płaskiej powierzchni kamienia. Przedstawiają sceny z życia codziennego, narracje historyczne i mityczne; w znaleziskach z Syczuanu widać po raz pierwszy próbę oddania głębi w pejzażu. Znaleziska tamtejsze to głównie ceramiczne kafle z wytłaczanymi wzorami, na których postacie są naszkicowane z wielką znajomością ich ruchu. Inną cechą, typową dla późniejszego malarstwa chińskiego, jest wykorzystanie perspektywy „z lotu ptaka”. Wysoce prawdopodobne jest, że te płaskorzeźby i malowidła na lace czerpały ze wspólnej, wysoko zaawansowanej tradycji malarskiej.
Prawdziwe malarstwo naścienne z tego okresu zachowało się w grobowcach w Mandżurii – są to typowe dla ówczesne sztuki grobowej  przedstawienia bankietów i scen z życia pogrzebanego. Kompozycje słabo oddają głębię, ale charakteryzują się otwartością – ruch postaci wskazuje, że akcja toczy się dalej, wykracza „poza obraz” – jest to technika rozwinięta później w poziomych zwojach z okresu tangowskiego. Widać też próby oddania przestrzeni, oraz znaczny naturalizm – np. w przedstawieniu jeźdźca, mającego kłopoty, by opanować niesfornego rumaka. Zaznaczyć należy, że sztuka z Liaoyangu to sztuka dalekiej prowincji, aczkolwiek utrzymującej bliskie kontakty z kulturowym centrum Chin.
Podobnym dynamizmem postaci charakteryzują się wyobrażenia na lace (odnalezione głównie w Lelangu, ale pochodzące z warsztatów syczuańskich z I w. n.e.). Ludzie i zwierzęta, zarówno w malowidłach ilustrujących konfucjańskie przypowieści, czy czysto dekoracyjnych, pokazani są tak, by zaznaczyć ich indywidualizm, a zmienne ustawienie postaci, ich gesty itp. zapobiegają statyczności; wykorzystanie drobnych elementów uzupełniających tło zdradza pokrewieństwo do kompozycji na brązach Zhou, ale bez zachowania charakteryzującego je ograniczania scen zgeometryzowanym wzorem.
Większość jednak malarstwa na jedwabiu z tej epoki zaginęła w ciągu licznych wojen, a o jego istnieniu wiemy głównie z opisów w literaturze; natomiast historia malarstwa z IX w. wymienia imiona kilku hanowskich malarzy (skromnych rzemieślników, w odróżnieniu od późniejszych uczonych-artystów). Jednym z nielicznych znalezisk jest malowana chorągiew odnaleziona w Mawangdui, której forma jest wczesnym prekursorem późniejszego zwoju pionowego.

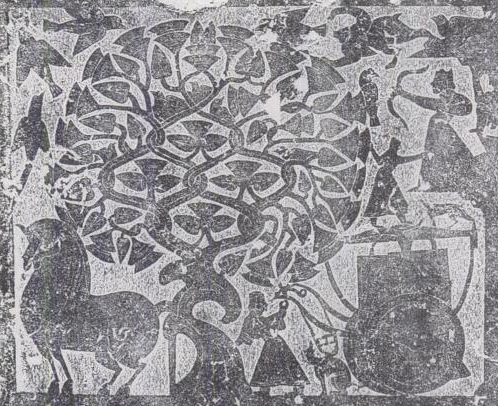
Relief ze sceną mityczną i drzewami, grobowiec rodziny Wu
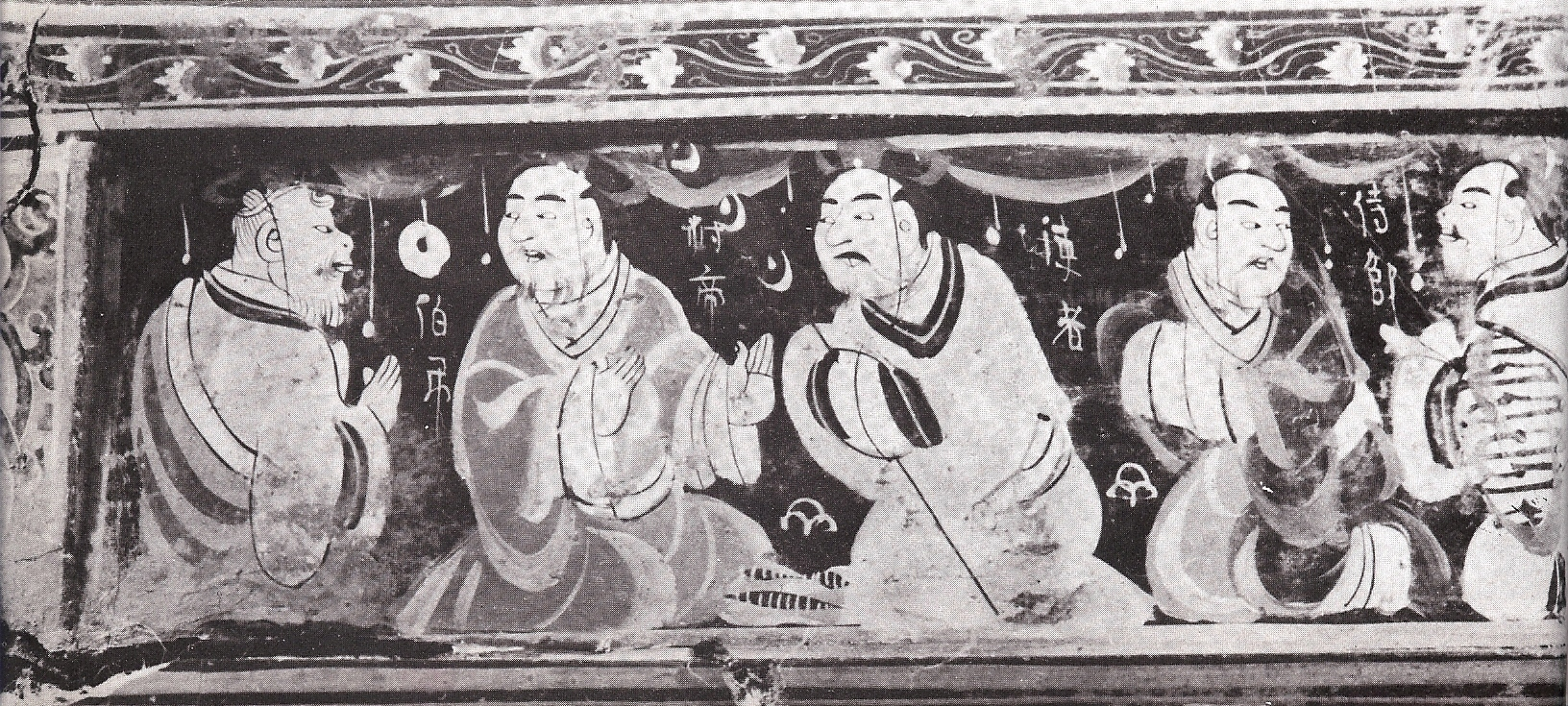
Wyobrażenia osób na pudełku z laki. Koreańskie Muzeum Narodowe
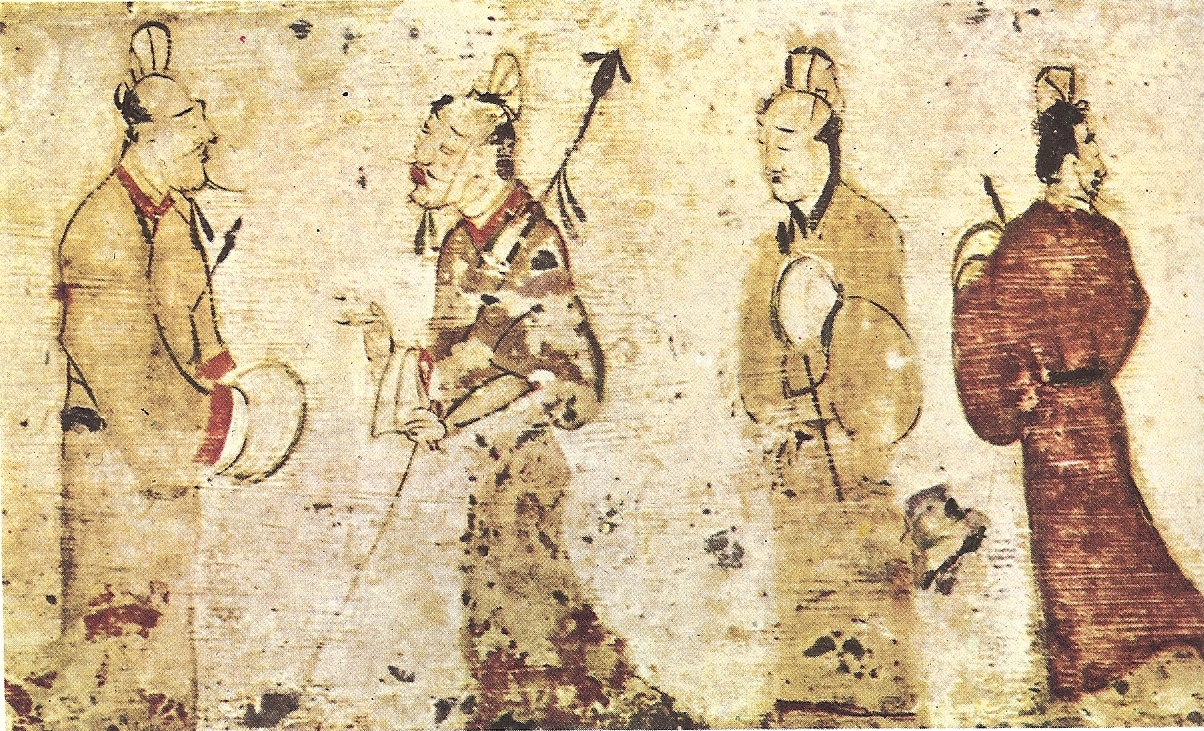
Zachowane malowidło na ceramicznym kaflu dekorującym nagrobek z epoki Han. Museum of Fine Arts w Bostonie
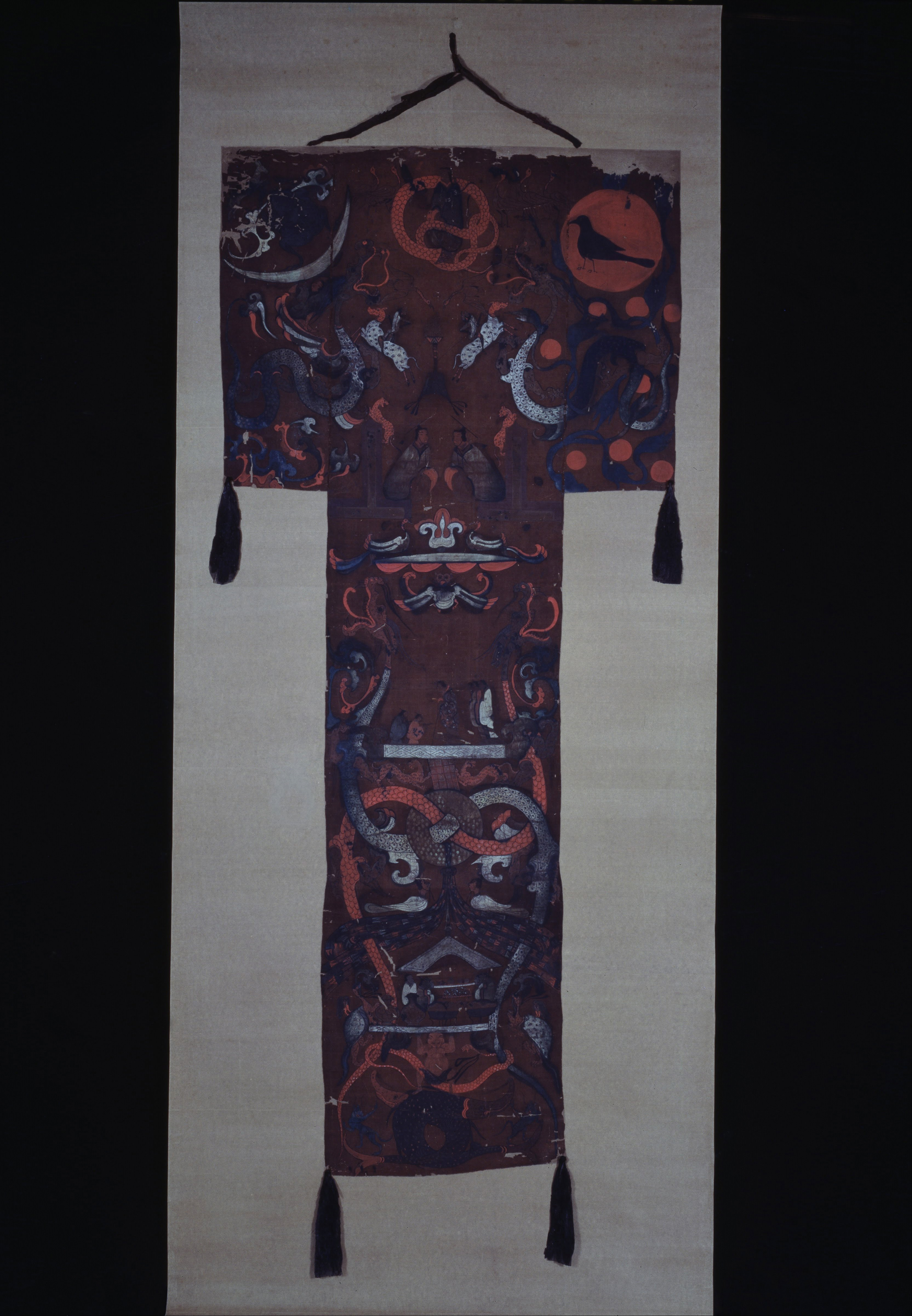
Jedwabna chorągiew z grobu w Mawangdui. Muzeum Prowincji Hunan

### Okres podziału
Okres politycznego chaosu, wielości zmieniających się dynastii, często niechińskiego pochodzenia, wywołał także ferment filozoficzny i artystyczny. Zmniejszył się wpływ konfucjańskich biurokratów i wyznawanych przez nich wartości dydaktyzmu w sztuce, zwiększyły wpływy taoistyczne, podnoszące wartość naturalności i swobody. Teoretycy sztuki, jak Xiao Tong twierdzili, że względy artystyczne, nie moralne, winny być kluczowe w ocenie dzieła. Uważano, że zarówno w tworzeniu, jak i ocenie dzieła kluczowe jest wyczucie przepływu energii kosmosu, z którą artysta winien się zespolić. Ten wywodzący się z taoizmu pogląd jest widoczny w teorii Xie He, jak i dziełach uznawanych za najwybitniejszych w historii kaligrafów, jak Wang Xizhi.
W tych niespokojnych czasach żył, podróżując między wrogimi sobie państwami i dworami, twórca, z którym wiąże się powstanie malarstwa pejzażowego w Chinach: Gu Kaizhi. Wykorzystywał on, przybyłą najprawdopodobniej z Indii, formę ciągłej narracji, tworząc długie zwoje z szeregiem scen, opowiadających historię (a czasem też przeplatanych tekstem). Gu, który miał być też mistrzem portretu (nie zachowały się), traktuje krajobraz wciąż dość prymitywnie i jako tło dla właściwej treści obrazu. Lokalnie rozwijająca się tradycja sztuki krajobrazowej jest też widoczna w sztuce grobowej północnych Chin, choć podobnie jak u Gu, widać w zachowanych przykładach podporządkowanie krajobrazu innym tematom.
Od czasów Dynastii Południowych i Północnych (420–589) malarstwo pozostawało wysoce wyrafinowaną sztuką, związaną z klasą gentry, jako jedna z jej głównych „hobby”: dwie pozostałe to poezja i kaligrafia.

### Dynastia Tang
W okresie Tang silne wpływy miała sztuka buddyjska, zwłaszcza dzięki kontaktom z (przeżywającą wówczas swój złoty wiek) sztuką indyjską państwa Guptów. Z nielicznych zachowanych przykładów, malowidła z grót Mogao w Dunhuangu w Gansu, wyróżniają się użyciem silnych barw i „zachodnią” (poziomo linearną, w odróżnieniu od typowo chińskiej, pionowej) kompozycją. Obrazy te, przedstawiające buddyjskie raje, piekła, buddów i boddhisatwów, wykazują łączenie form indyjskich i chińskich – te ostatnie są bardziej płaskie i rysunkowe, oszczędniejsze kolorystycznie.
Krytycy chińscy z okresu dynastii Ming twierdzili, że w czasach tangowskich zaznaczył się podział na tzw. szkołę północną i południową. Pierwsza miała się charakteryzować wyraźną kreską i obfitym użyciem kolorów; druga - wyspecjalizować się w malarstwie monochromatycznym. Przedstawicielami szkoły północnej, która stała się później domeną malarzy zawodowych i dworskich byli Li Sixun i jego syn, Li Zhaodao). Wielu wybitnych malarzy czasów tangowskich i mingowskich pracowało w stylu stworzonym przez Li Sixuna, choć ich osiągnięcia bywają pomniejszane przez krytyków wywodzących się klasy uczonych i dlatego sprzyjających szkole południowej, która była ich domeną.
Wang Wei, poeta i malarz, uważany jest za prekursora monochromatycznego malarstwa pejzażowego i tzw. południowej szkoły malarskiej; być może nie był jego twórcą (możliwe, że tworzył w tangowskim stylu zielono-błękitnym), ale z pewnością wywarł nań wielki wpływ. Przypisuje mu się stworzenie techniki malarskiej pomo (dosł. „złamany tusz”): zamiast wypełniać kontur jednolicie kolorem, budowano jego fakturę używając odcieni różnie rozcieńczonego tuszu; druga technika, służąca do pokazywania erozji i wpływu czasu, nazywała się cun (termin nieprzetłumaczalny, można go oddać jako „zmarszczki na powierzchni skały"). Wang Weiowi przypisuje się też stworzenie nowego formatu obrazu: zwoju poziomego, który oglądało się stopniowo odwijając i podziwiało kolejne sceny, co dodawało czasowy aspekt do statycznego z natury dzieła malarskiego.
Do największych malarzy epoki Tang należą Wu Daozi, opiewany jako twórca wspaniałych kompozycji w świątyniach buddyjskich, a także wielu obrazów na zwojach. Niestety, żadne prace się nie zachowały.

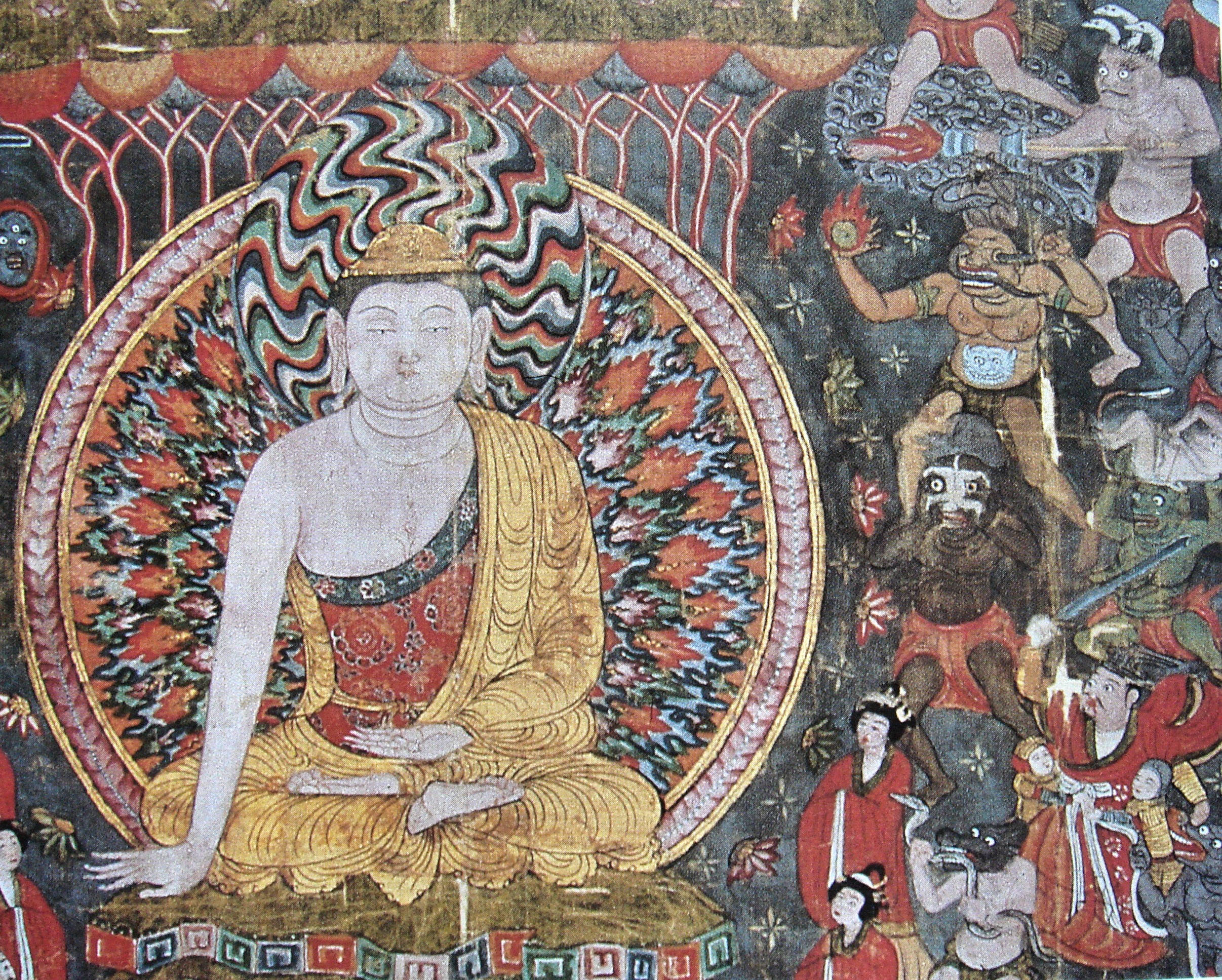
Malowidło buddyjskie z okresu Pięciu Dynastii i Dziesięciu Królestw
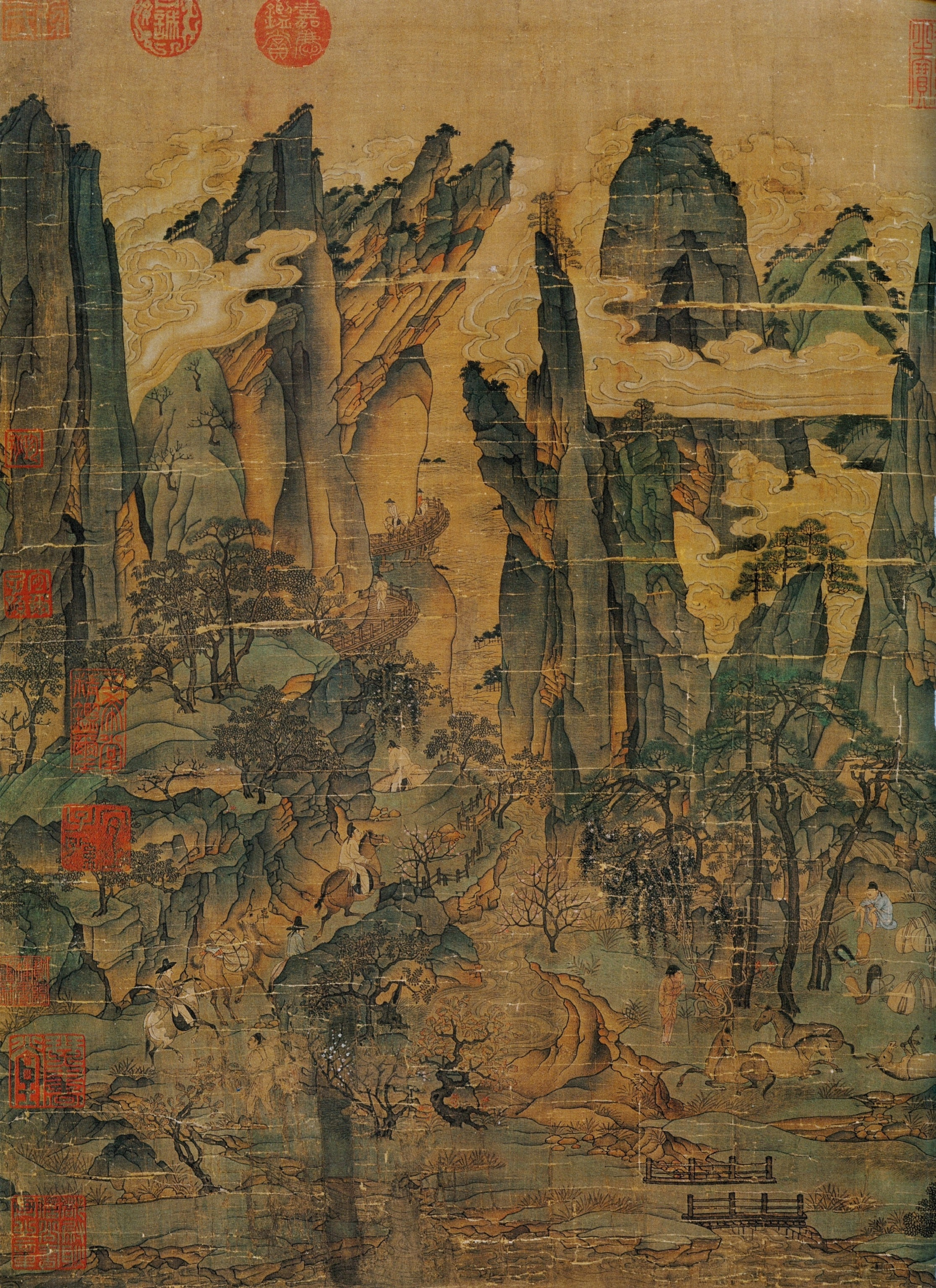
Pejzaż w stylu niebiesko-zielonym autorstwa Li Zhaodao. Narodowe Muzeum Pałacowe
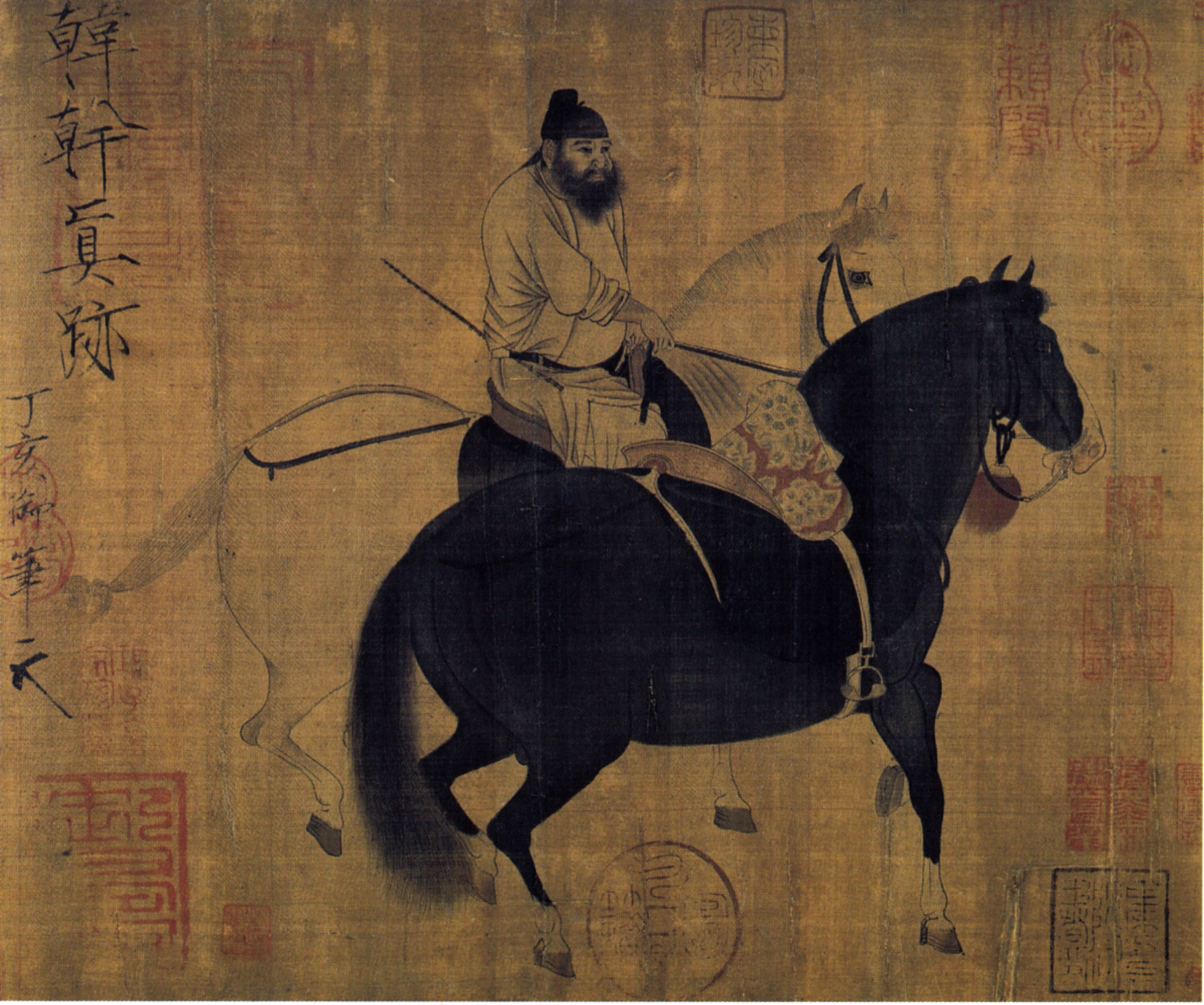
Dwa konie i jeździec, Han Gan. Narodowe Muzeum Pałacowe
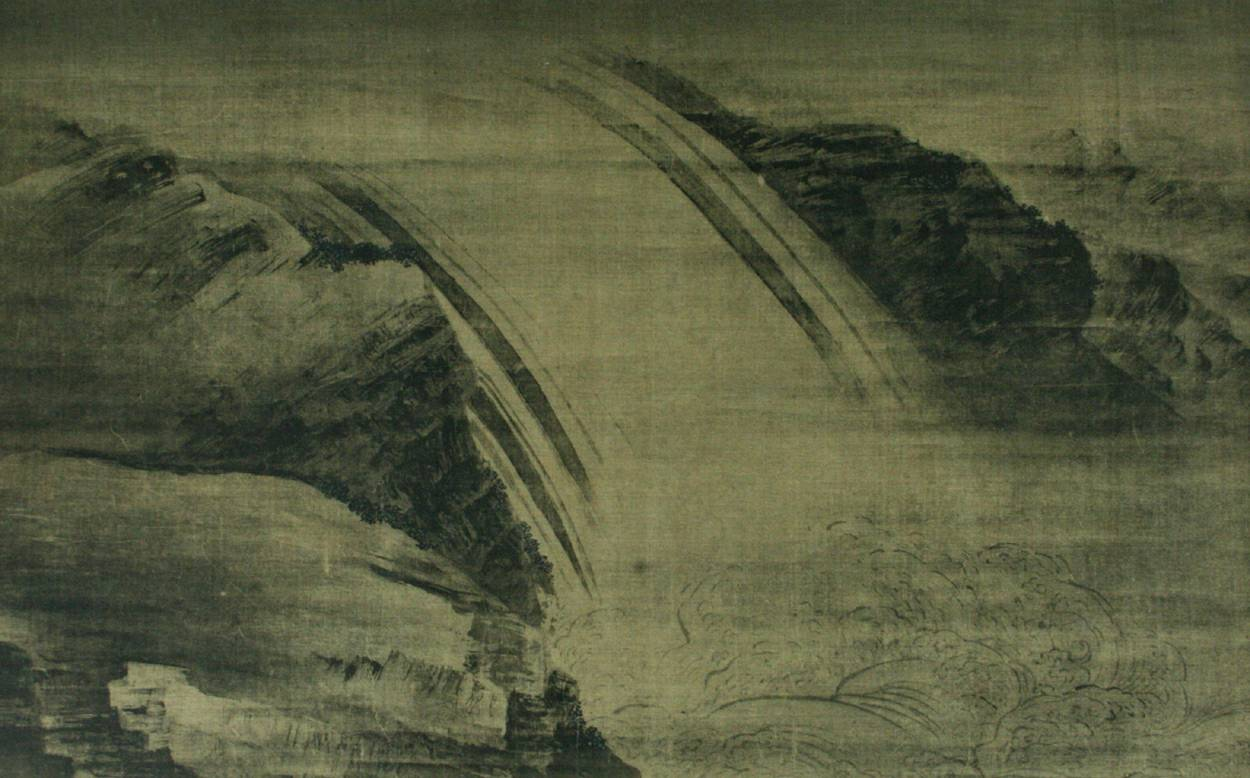
Wodospad, przypisywany Wang Weiowi. Świątynia Chishaku-in w Kioto

### Dynastia Song

#### Malarstwo uczonych
Malarstwo w okresie dynastii Song osiągnęło wyżyny wraz z wielkim rozwojem malarstwa krajobrazowego. Najważniejsza forma tego malarstwa – monochromatyczne, czarnotuszowe krajobrazy shan shui (shan – góra, shui – woda; shanshui po chińsku to tyle co „krajobraz”) stała się jednym z wyróżników malarstwa chińskiego i sztuki chińskiej jako całości. Skupienie na malarstwie krajobrazowym w tym okresie miało silne związki z filozofia chińską: z taoizmem, który podkreślał małość i nieistotność człowieka w wielkim kosmosie i neokonfucjanizmem, który kładł nacisk na odkrywanie wzorów i zasad we wszechświecie, które według wyznawców tej doktryny były przyczyną wszystkich zjawisk, naturalnych i społecznych.
Malarze Północnej dynastii tworzyli pejzaże przedstawiające monumentalne górskie krajobrazy; wymienić tu należy mistrzów takich jak Li Cheng, Fan Kuan, Guan Tong i Dong Yuan. Obrazy pejzażystów Południowej dynastii przedstawiają sceny bliższe, bardziej intymne, widać w nich wpływy filozofii neokonfucjańskiej, taoistycznej i buddyjskiej (zwłaszcza szkoły chan). W obydwu jednak przypadkach pejzaż służy przede wszystkim do ukazania stanu ducha malarza, nie ma odwzorowywać dokładnie fragmentu rzeczywistości, lecz wzbudzać u widza podobne odczucia, jakie miał tworzący go artysta. Idealny pejzaż ukazuje esencję, „ideał” świata naturalnego, z jego nieustającą zmianą i dynamizmem.
Zapaleni kolekcjonerzy sztuki okresu songowskiego często spotykali się w grupach, by omawiać własne obrazy, lub oceniać te należące do ich przyjaciół i znajomych. Bywalcami takich spotkań byli poeta i mąż stanu Su Shi i jego przyjaciel Mi Fei (1051–1107), którzy często pożyczali dzieła sztuki, by je studiować i kopiować, nierzadko proponując wymianę na inne dzieło, jeśli coś im szczególnie przypadło do gustu. Popularne za czasów Południowej dynastii Song małe, okrągłe obrazy często łączono w albumy, a poeci zapisywali na kartach obok wiersze, łączące się z obrazami tematami i nastrojem.
Choć byli tak zapalonymi kolekcjonerami sztuki, songowscy uczeni rzadko doceniali dzieła sztuki zamówione przez osoby, które jak uważali, nie należały do ich klasy społecznej. Choć czasem nie dorównywali umiejętnościami zawodowym malarzom, pogardzali nimi, jako zwykłymi rzemieślnikami, równym ulicznym druciarzom. Realizm odwzorowania, użycie koloru, a w szczególności praca za pieniądze, deprecjonowały zawodowych malarzy w oczach uczonych.

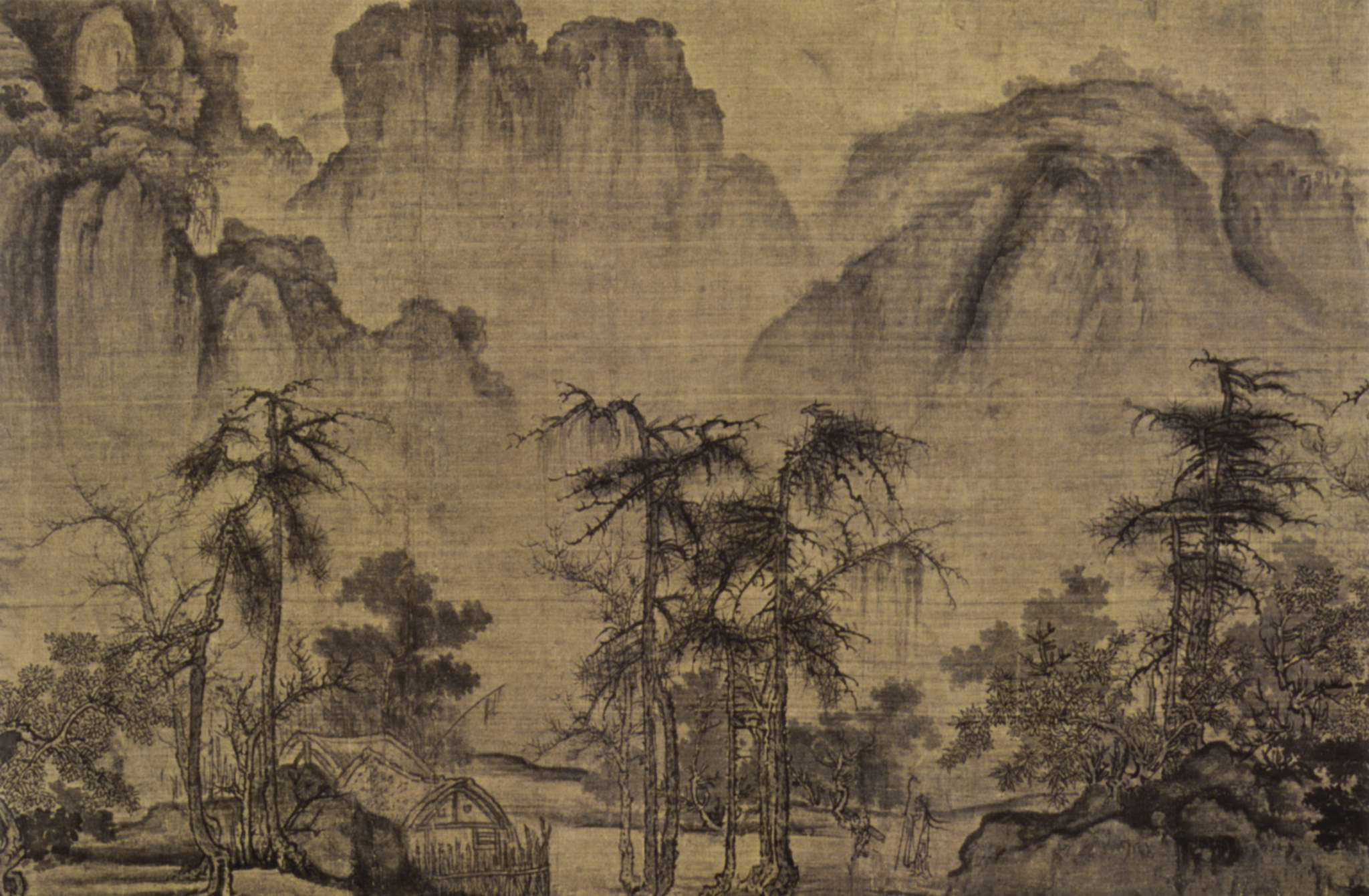
Pejzaż autorstwa Guo Xi. Freer and Sackler Galleries
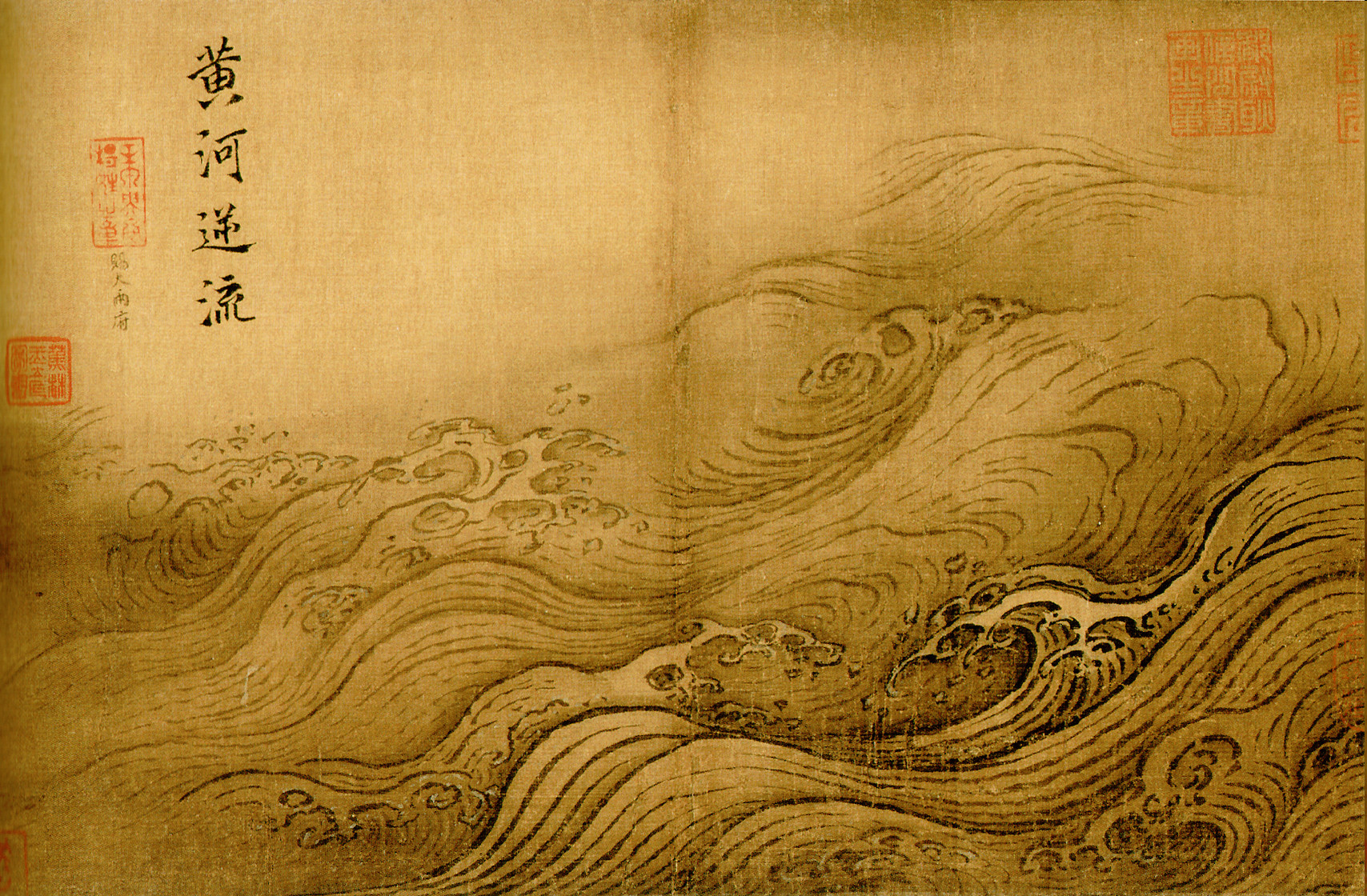
Wylew Rzeki Żółtej na obrazie Ma Yuana. Muzeum Pałacowe
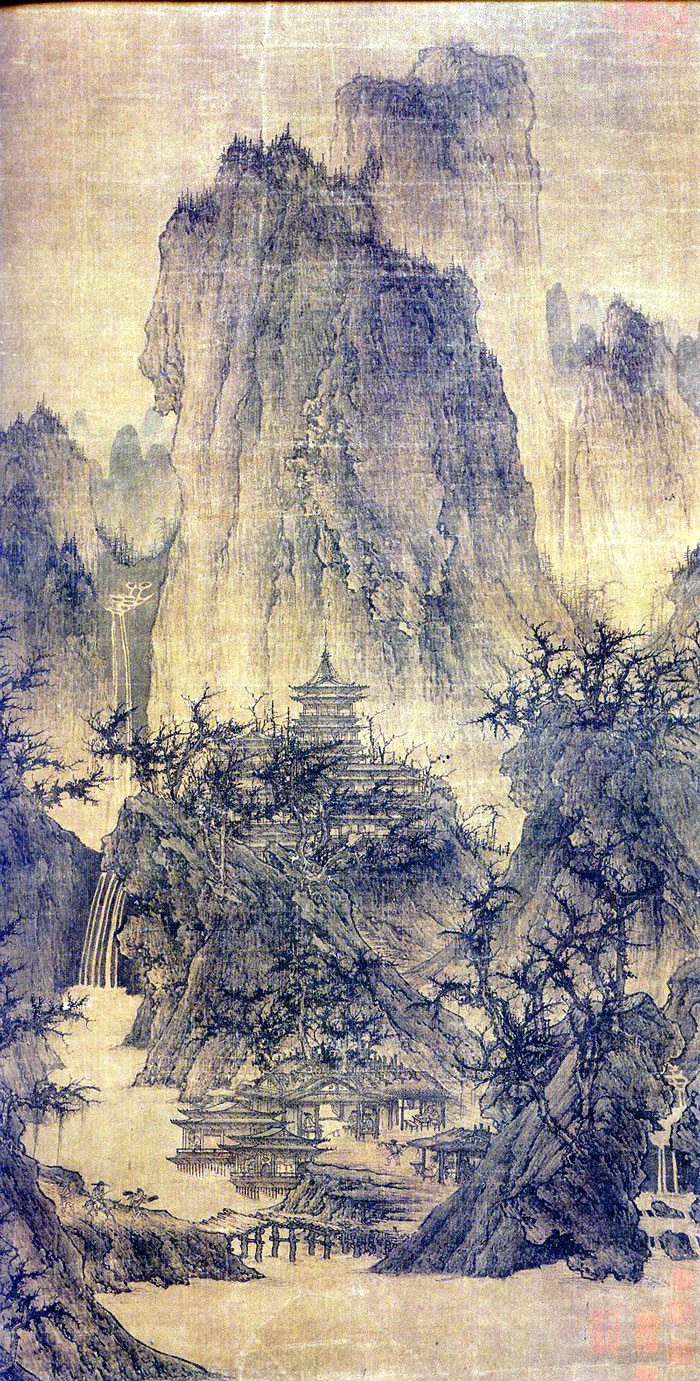
Świątynia buddyjska w górach Li Chenga. Nelson-Atkins Museum of Art
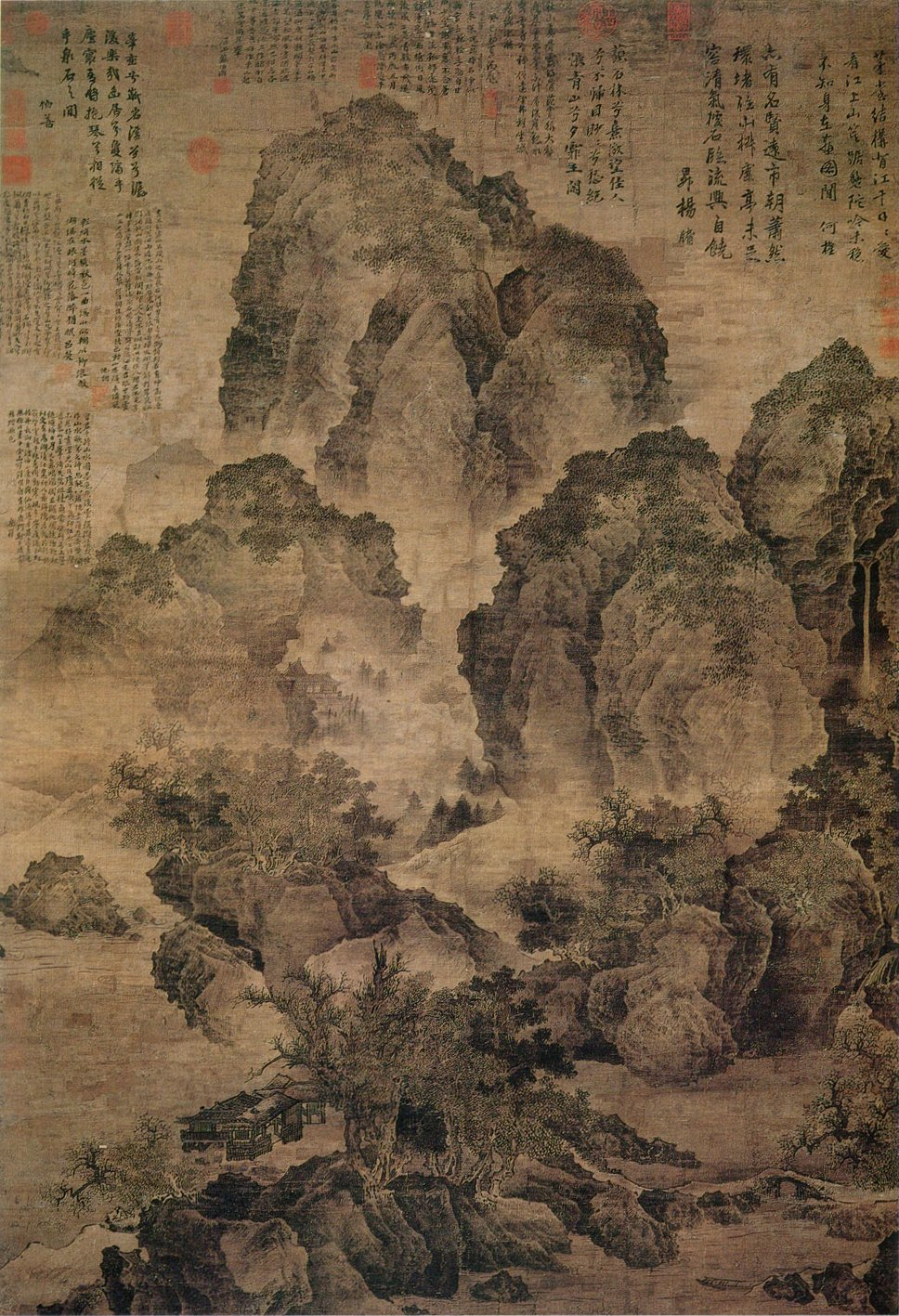
Siedząc samotnie nad strumieniem Fan Kuana. Narodowe Muzeum Pałacowe

#### Malarstwo akademickie
W odróżnieniu od uczonych-urzędników, cesarz i rodzina królewska wysoko ceniła utalentowanych malarzy dworskich. Cesarz Huizong sam był sławnym artystą, a także patronem artystów. Jednym z największych zawodowych malarzy pejzażystów, otoczonych opieką przez dwór songowski był Zhang Zeduan (1085–1145), autor pierwotnej wersji zwoju Widok wzdłuż rzeki podczas święta Qingming, jednego z najlepiej znanych arcydzieł chińskiego malarstwa. Cesarz Gaozong w czasie swego panowania zainicjował szeroki program artystyczny, zatytułowany 18 pieśni fletu nomady, oparty o życiorys Cai Wenji (ur. 177). W odtworzonej przez niego Akademii Malarstwa pracowali tacy artyści jak Xia Gui, Ma Yuan i Li Tang. Wraz z Liu Songnianem tworzą oni grupę zwaną „czterema mistrzami Południowej dynastii Song”.

### Dynastia Yuan
Malarstwo epoki Yuan było zasadniczo kontynuacją sztuki songowskiej i podobnie jak za poprzedniej dynastii rysowały się w nim dwa nurty: malarstwa dworskiego i sztuki uczonych. Rozziew między twórczością dworską a sztuką uczonych, który znacząco pogłębił się za czasów mongolskich, miał kontynuację za następnych dynastii; ponadto malarstwo o charakterze czysto dekoracyjnym pojawiało się np. na porcelanie, która w tym okresie osiągnęła bardzo wysoki poziom.

#### Malarstwo dworskie
Tematem popularnym wśród artystów dworskich, a cenionym przez ich mongolskich mecenasów były konie. Jednym z najwybitniejszych malarzy był Zhao Mengfu, który osiągnął wysoką pozycję także jako polityk (jego syn, Zhao Yong, był również wybitnym artystą). Innym był Ren Renfa – obaj tworzyli realistyczne i dokładne portrety tych zwierząt. Inną tematyką cenioną przez panującą dynastię, z racji wyznawanej religii, było malarstwo buddyjskie – nie osiągnęło ono jednak poziomu sztuki songowskiej, z wyjątkiem przedstawień arahantów. Byli wszakże artyści, którzy kontynuowali tradycję malarstwa dworskiego, odmawiając jednak jakichkolwiek kontaktów z rządzącą, wedle nich najeźdźczą i barbarzyńską, dynastią. Najważniejszym z nich jest autor wspaniałych, delikatnych malowideł ptaków i roślin, Qian Xuan.

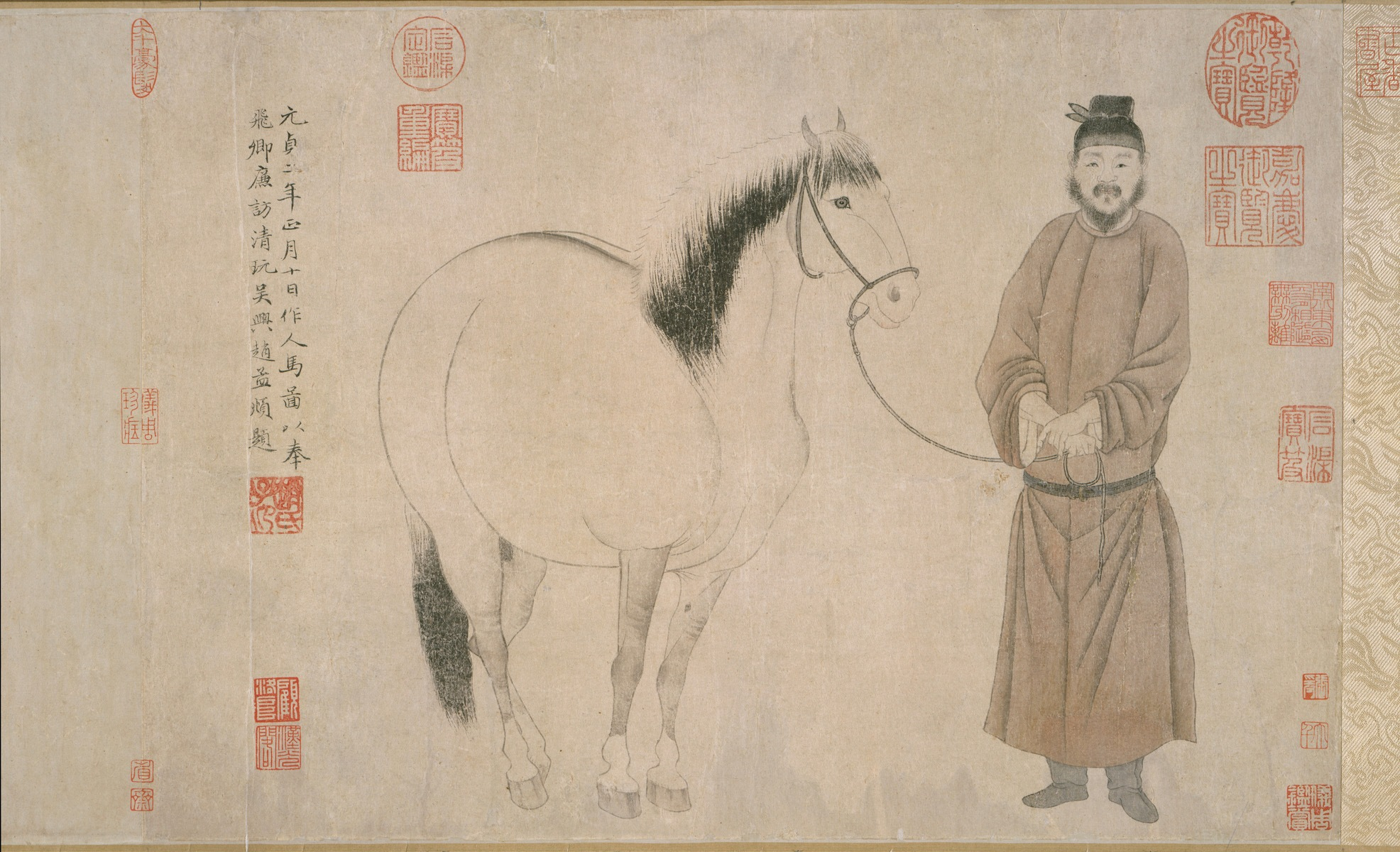
Mężczyzna i koń, autorstwa Zhao Mengfu. Metropolitan Museum of Art
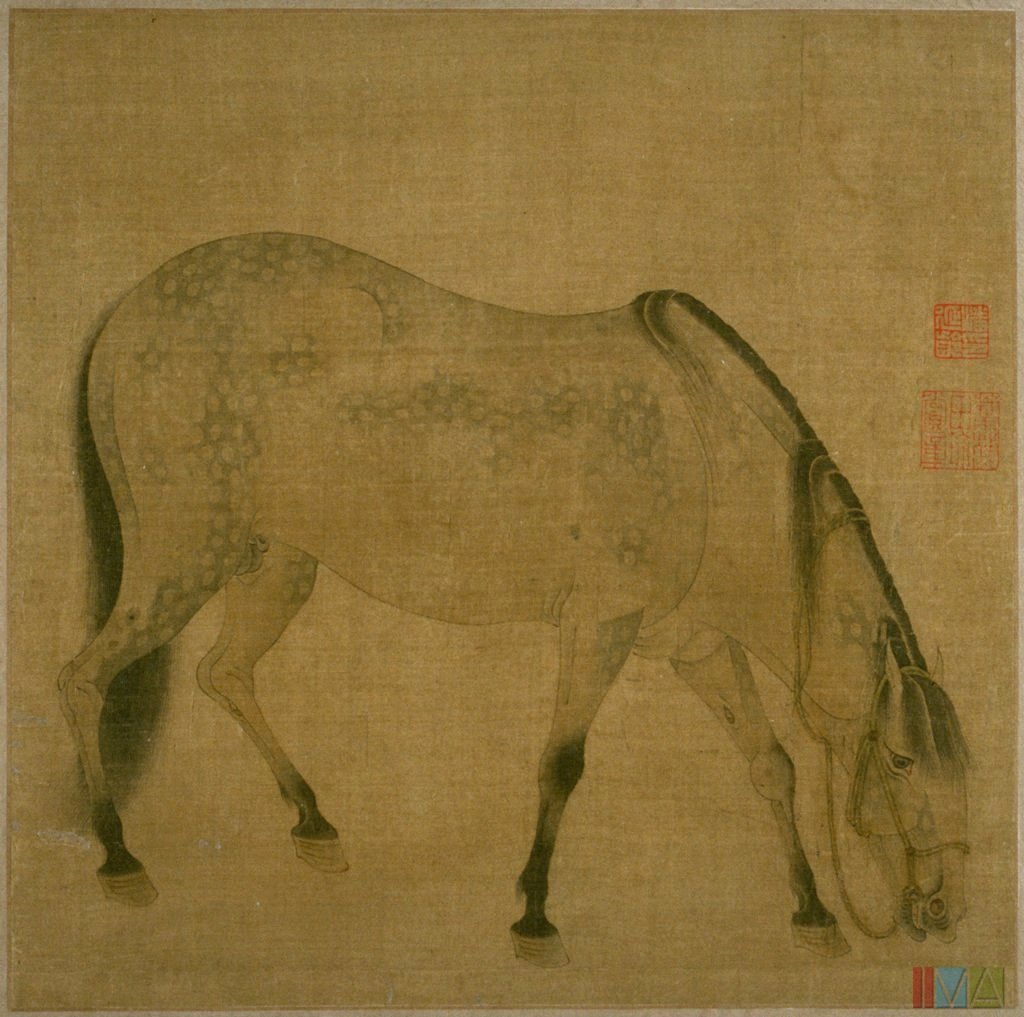
Koń na obrazie Ren Renfa. Indianapolis Museum of Art
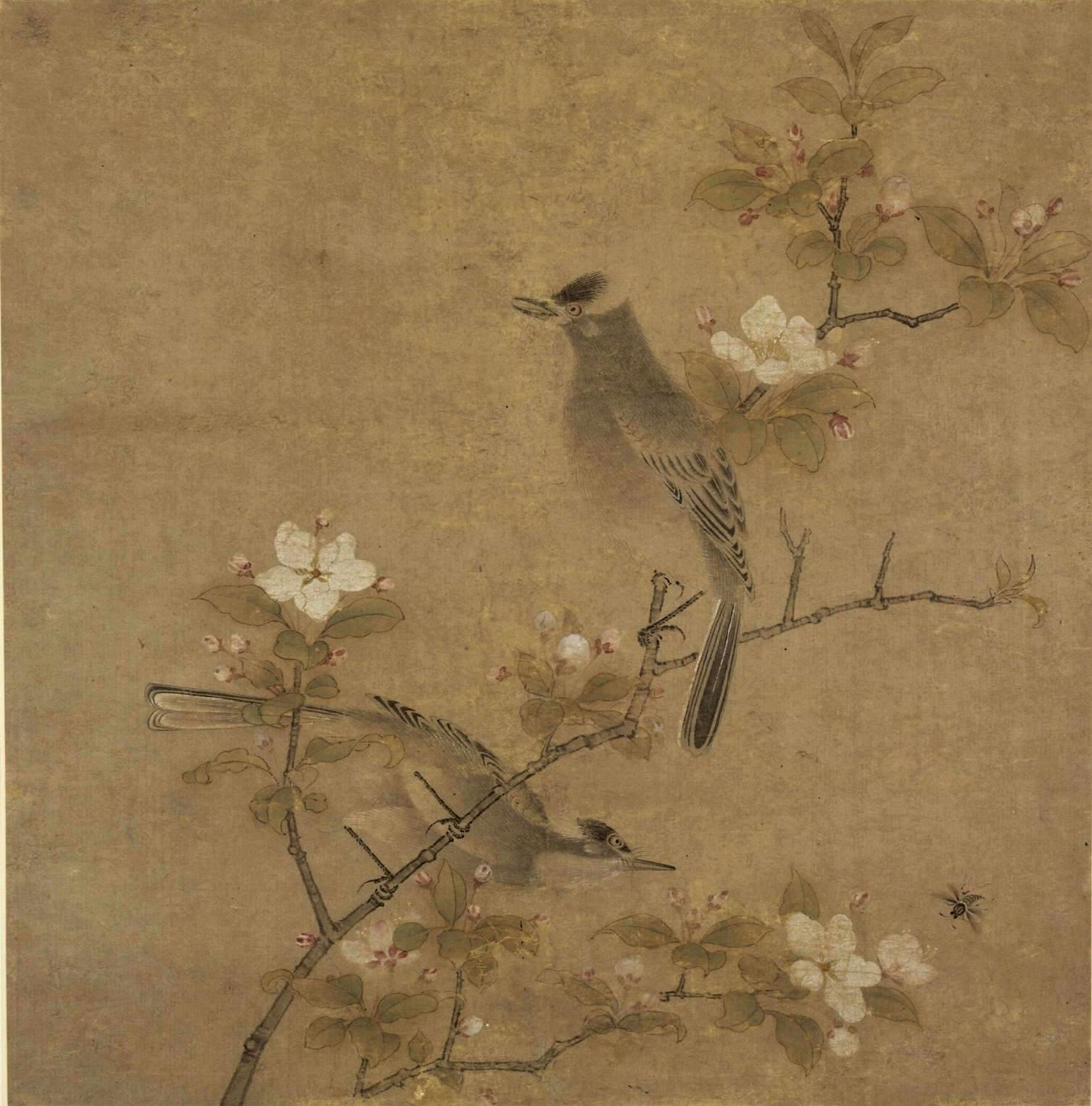
Ptaki i kwiaty na obrazie w stylu Qian Xuana. Cleveland Museum of Art
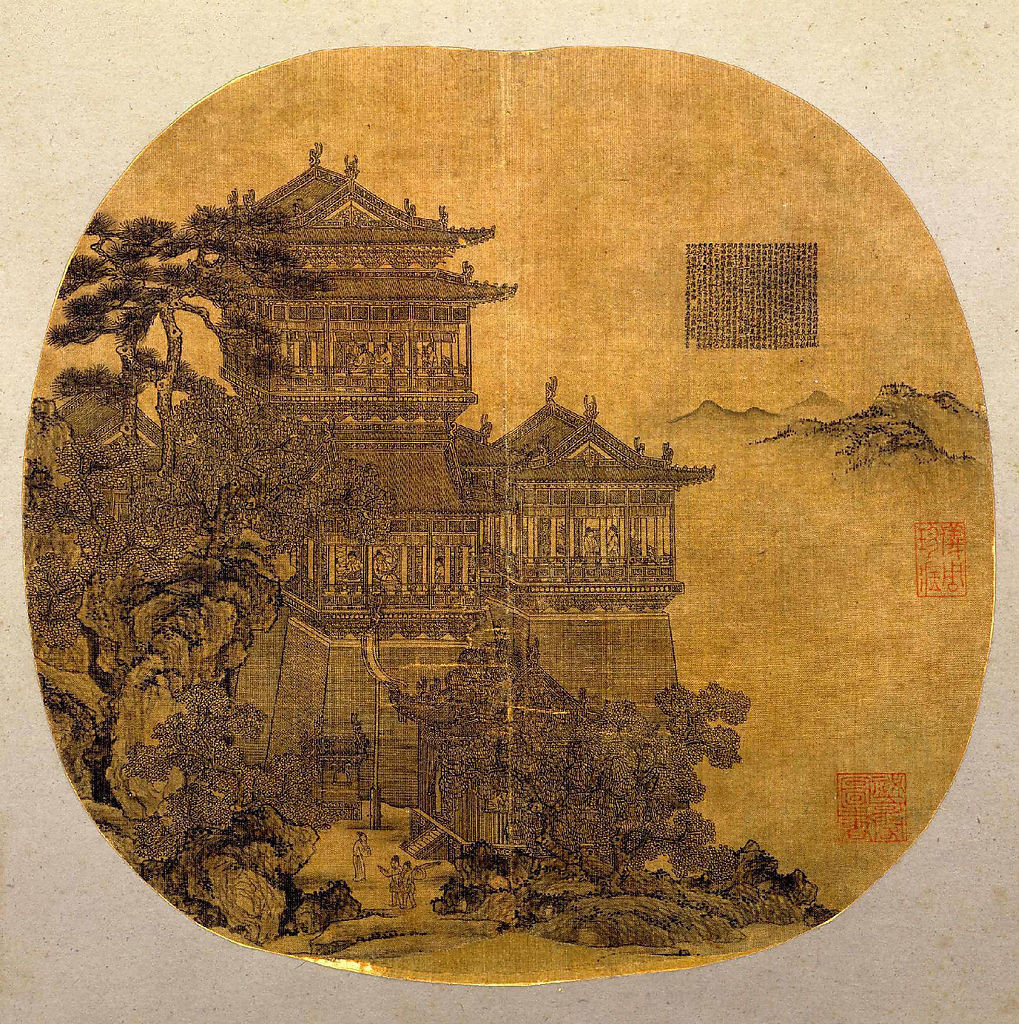
Wieża Yueyang Xia Longa. Muzeum Pałacowe

#### Malarstwo uczonych
Kontynuując tradycję malarstwa pejzażowego, artyści epoki Yuan wykorzystywali krajobraz raczej jako medium do ukazania własnego stanu ducha, niż odtworzenia przyrody; człowiek, często istotny element krajobrazów songowskich, jest zazwyczaj zupełnie nieobecny w epoce Yuan. Malarstwo pejzażowe czasów mongolskich wiąże się jeszcze silniej niż uprzednio z tradycją intelektualną i literacką. Obrazom tej epoki z reguły towarzyszą wiersze, często kaligrafowane przez autora pierwotnego dzieła, czasem dodawane później; papier, tak jak w kaligrafii, staje się podstawowym materiałem, w miejsce jedwabiu
Wielu konfucjańskich uczonych nie podjęło współpracy z nową władzą i wycofało się w zacisze prywatnych domów, zajmując się sztuką, w tym malarstwem. Najważniejsi z nich to tzw. „Czterej Wielcy Mistrzowie epoki Yuan”: Huang Gongwang, Ni Zan, Wang Meng i Wu Zhen. Kontynuowali oni tradycję południowej szkoły malarstwa epoki Song, wzorując się zwłaszcza na takich malarzach jak Dong Yuan, uosabiając równocześnie (przynajmniej w oczach późniejszych krytyków) ideał malarza-amatora, gentlemana oddanego sprawom wyższym, uprawiającego sztukę dla własnego zbudowania, a nie dla zysku. Ze względu na szerokie naśladownictwo wywarli wielki wpływ na malarzy epok Ming i Qing. Wśród nich, Wu Zhen zasłynął nie tylko jako pejzażysta, lecz także jako wyśmienity malarz bambusów. Był to popularny tematu ze względu na jego symbolikę: roślina ta, która ugina się, ale nie łamie, symbolizowała ducha konfucjańskiego gentlemana. Równocześnie malarstwo bambusów prezentowało duże wyzwanie: prostota formy tej rośliny narzucała kaligraficzną precyzję rysunku, będącą wyzwaniem nawet dla wybitnego malarza. Wu Zhen, Ni Zan, Zhao Mengfu byli mistrzami bambusów, ale mieli poważnego rywala w żonie Zhao, być może najwybitniejszej malarce chińskiej, Guan Daosheng; należy też wspomnieć Li Kana.

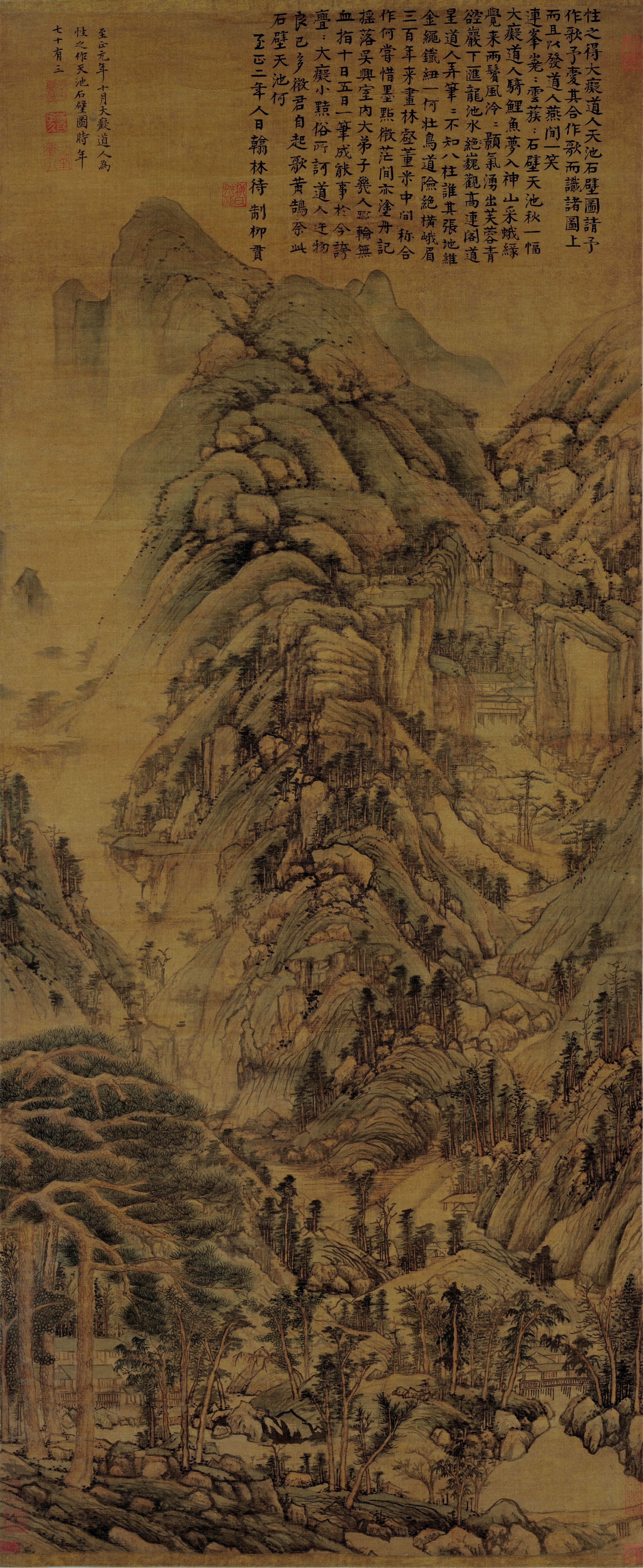
Pejzaż autorstwa Huang Gongwanga. Muzeum Pałacowe
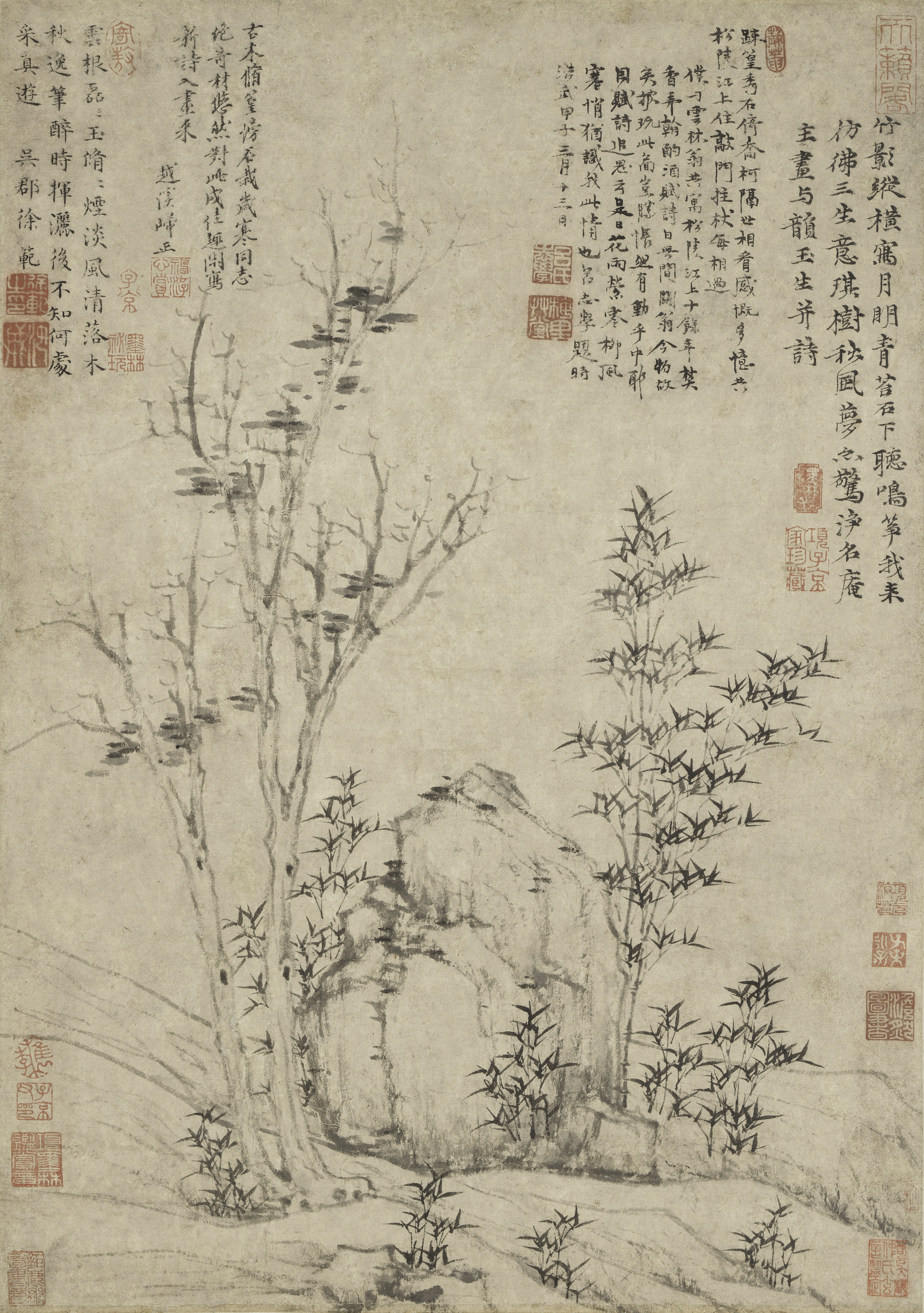
Ni Zan, Jesienny wiatr pośród drogocennych drzew. Muzeum Szanghajskie
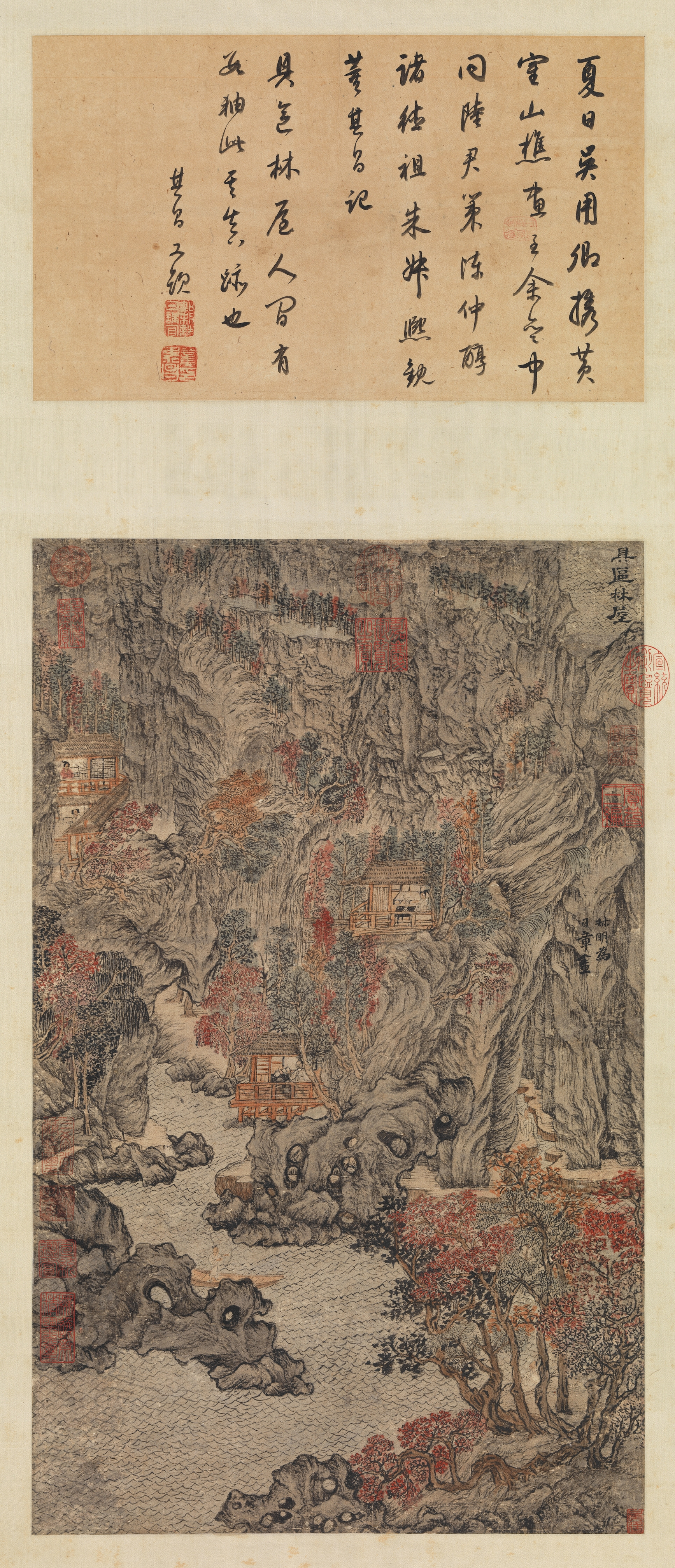
Grota w lesie w Juqu Wang Menga. Narodowe Muzeum Pałacowe
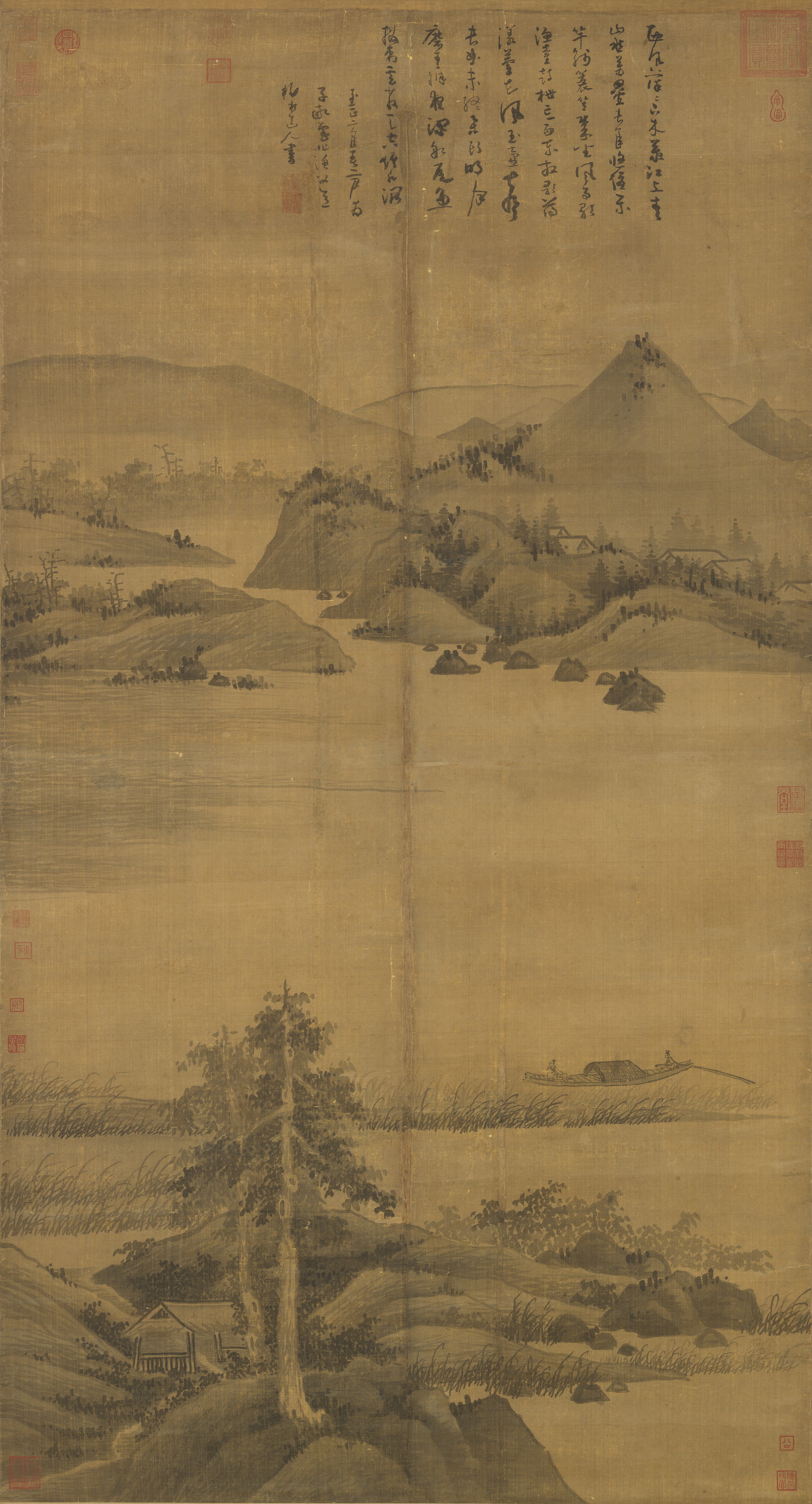
Rybak Wu Zhena. Narodowe Muzeum Pałacowe
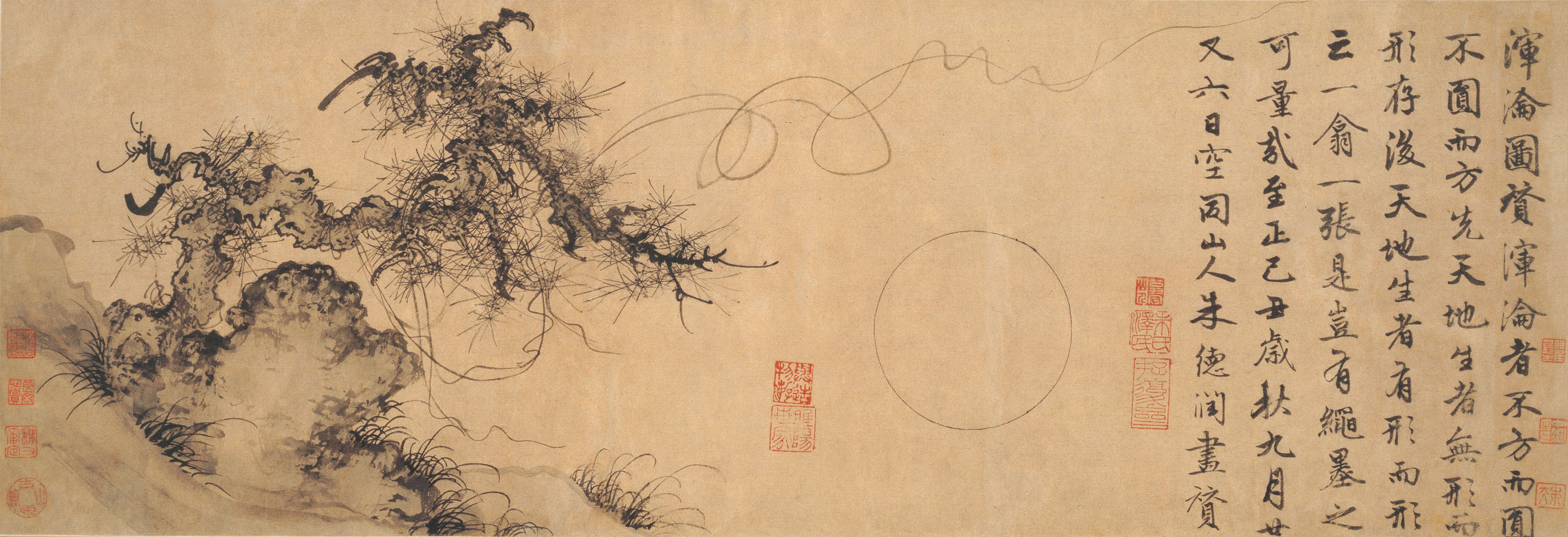
Pierwotny chaos Zhu Deruna. Muzeum Szanghajskie

### Dynastia Ming
Po upadku dynastii mongolskiej nastała etnicznie chińska dynastia Ming, której elity chciały odtworzyć świetność cesarstwa czasów tangowskich, czego efektem był duch bardziej odtwórczy niż oryginalny, i skupienie się raczej na zachowywaniu tradycji, niż jej rozwijaniu. Mimo to w okresie tym stworzono wielkie dzieła, tak w zakresie literatury, jak i sztuk malarskich. Z epoki tej zachowało się bardzo wiele dzieł (w odróżnieniu od malarstwa tangowskiego, znanego głównie z kopii, i zachowanego w nielicznych egzemplarzach malarstwa czasów Song), a także dysponujemy solidnymi biografiami wielu artystów.

#### Malarstwo akademickie
Dwór mingowski cenił artystów nagradzając ich wysokimi rangami, ale równocześnie drobiazgowo regulował tematy i sposoby przedstawiania (przykładowo, Dai Jin został zwolniony za namalowanie rybaka w czerwonej szacie, który to kolor zastrzeżony był dla urzędników; umarł w nędzy, dał jednak początek tzw. szkole Zhe, z której wywodzili się Wu Wei, Zhang Lu i Lan Ying). Biuro Malarstwa było częścią Akademii Hanlin, a zadaniem malarzy było stworzyć nowy, narodowy kanon piękna; najwybitniejszym z akademików był Bian Jingzhao.
W malarstwie mingowskim widać silne tendencje do dekoracyjności, np. w drobiazgowych obrazach ptaków i kwiatów (mistrzem był tu Lü Ji); z malarstwem tego typu związany był rozwój wysokiej jakości wielokolorowego druku, umożliwiający produkcję albumów, często służących jako wzorniki dla malarzy (jak np. 十竹齋書畫譜, Shizhuzhai Shuhuapu, Podręcznik do malowania ze studia Dziesięciu Bambusów Hu Zhengyana). Portret – nigdy wysoko nie ceniony w chińskiej sztuce – był popularny w tych czasach wśród malarzy zawodowych.

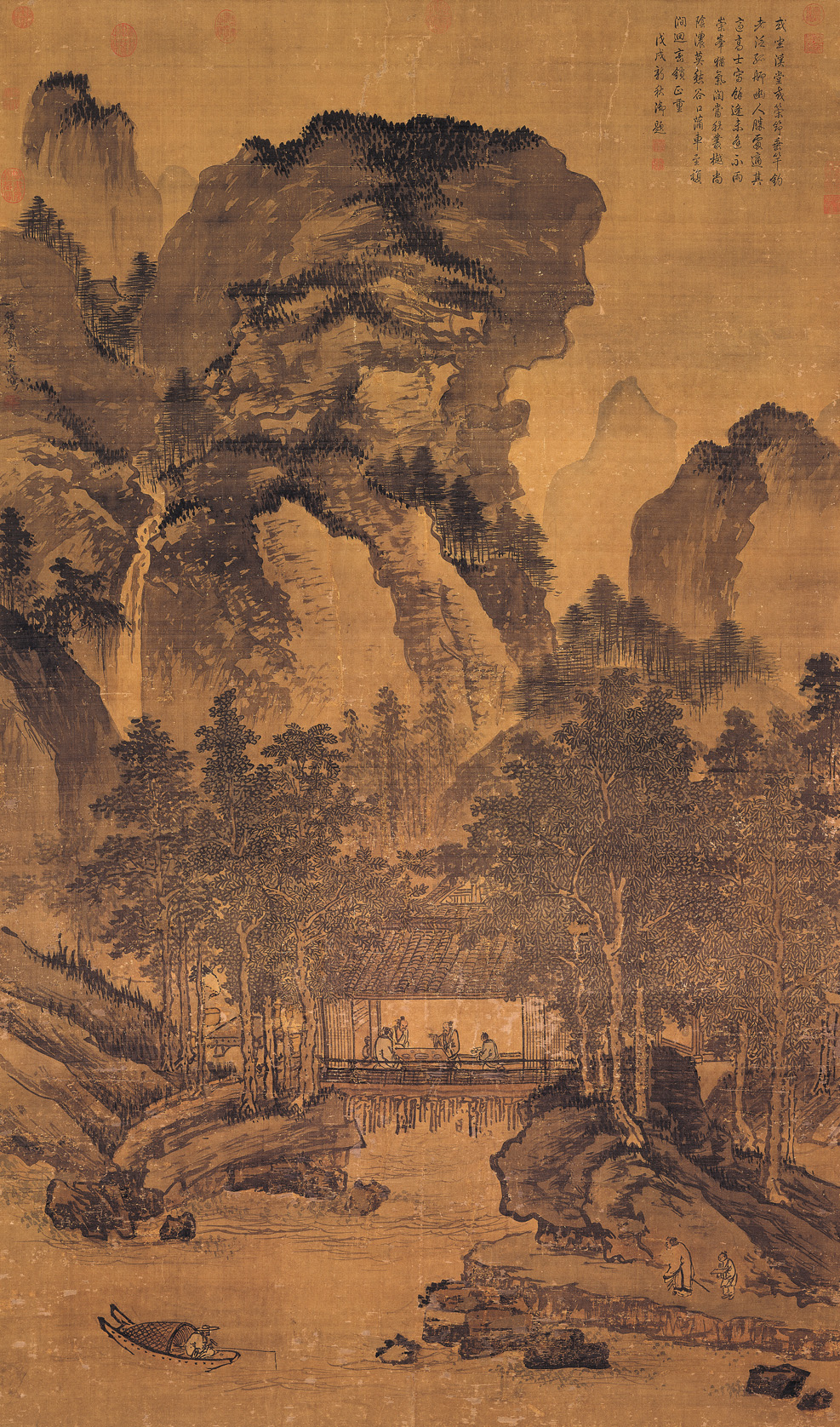
Pejzaż autorstwa Dai Jina. Narodowe Muzeum Pałacowe
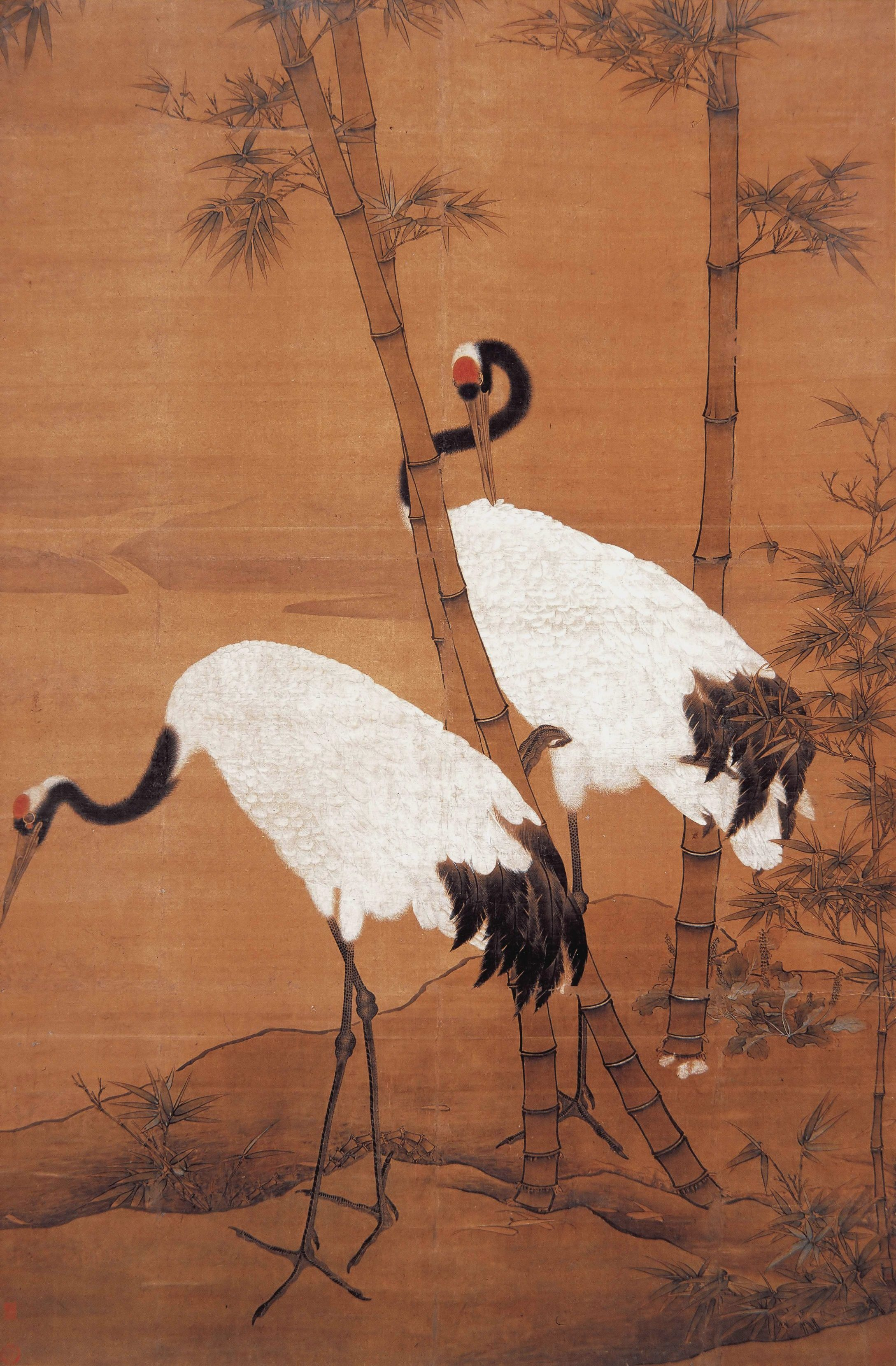
Żurawie i bambusy, Bian Jingzhao. Muzeum Pałacowe
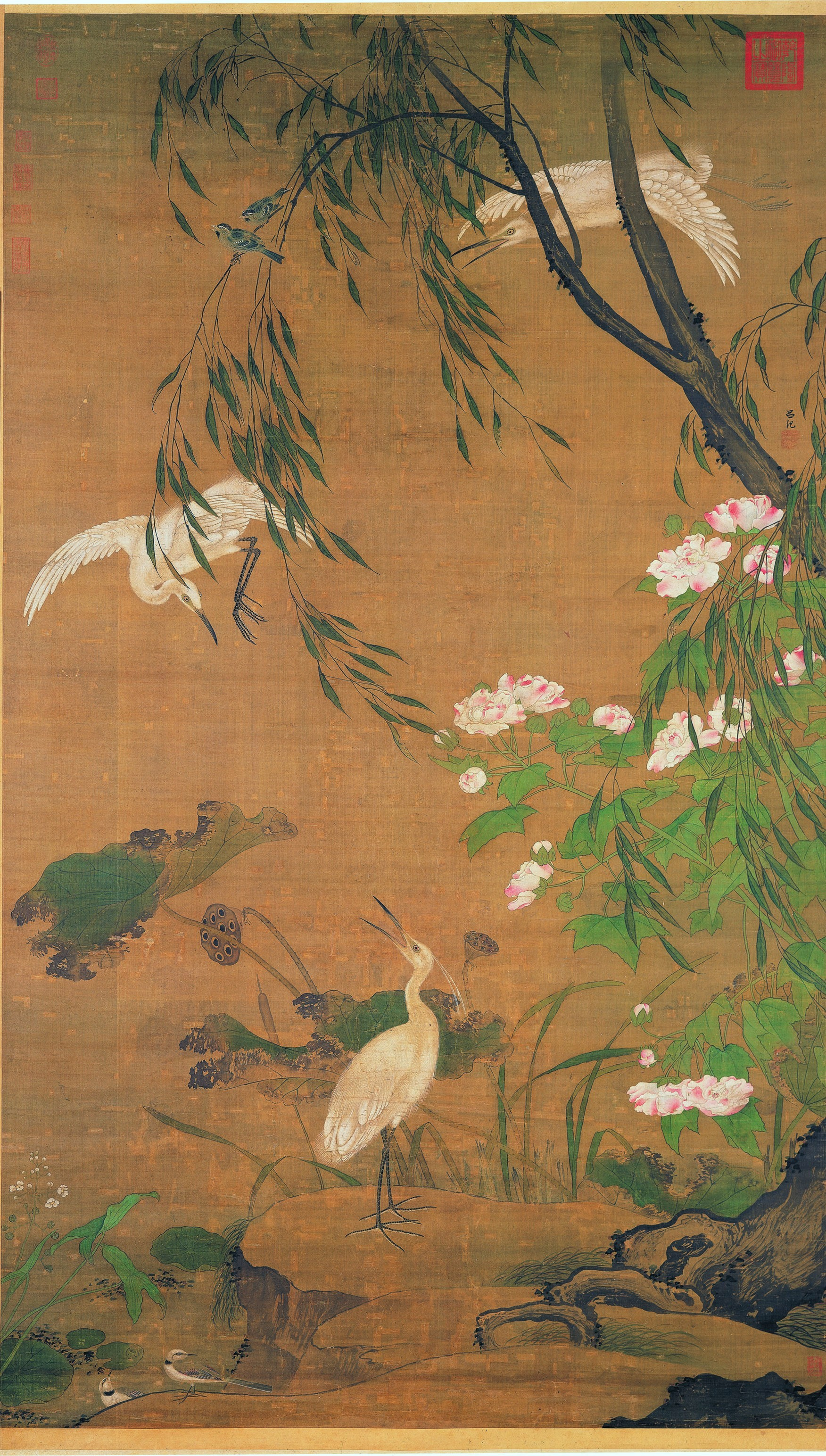
Jesienne czaple i hibiskus Lü Ji. Narodowe Muzeum Pałacowe
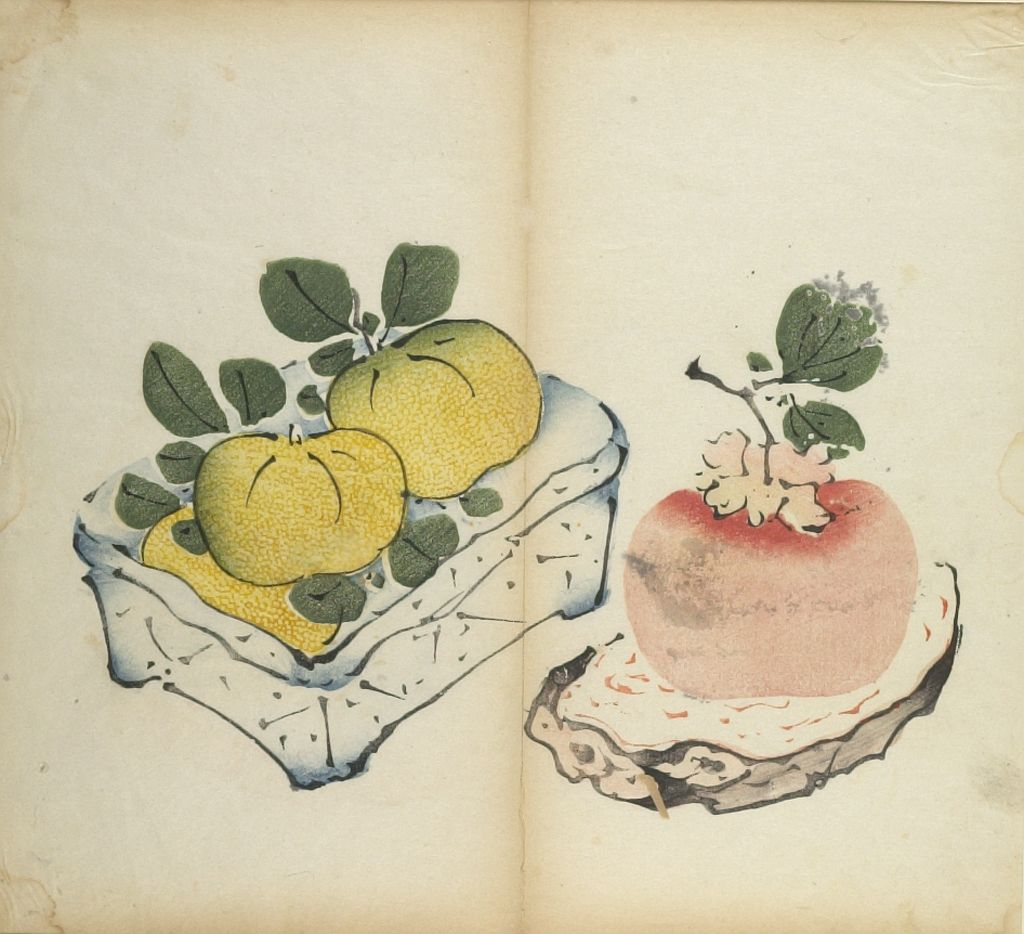
Strona z podręcznika Hu Zhengyana. Harvard Art Museums

#### Malarstwo uczonych
Tradycja amatorskiej sztuki wśród uczonych była kontynuowana, szczególnie na południu kraju, gdzie w Jiangsu Wu Xian dał początek szkole Wu, której najwybitniejszymi przedstawicielami byli Shen Zhou i Wen Zhengming. Shen Zhou studiował dogłębnie mistrzów takich jaki Huang Guangwan i Ni Zan, i w oparciu o ich dzieła wytworzył własny styl, wysoko ceniony za jego czasów i współcześnie; wywarł znaczny wpływ na następne pokolenia malarzy. Wen Zhengming, także wybitny kaligraf, mimo lat starań nie osiągnął wysokiej pozycji urzędniczej – pozostawił za to wielu wybitny uczniów-malarzy, jak Wen Jia i Wen Boren (odpowiednio syn i siostrzeniec), Lu Zhi, Qian Gu czy Chen Daofu.
W stylu malarstwa uczonych tworzyli też artyści utrzymujący się z malarstwa jaki Tai Yin, twórca pejzaży w songowskim stylu, aczkolwiek nieco „przesadzonych” i manierystycznych. Innym był Qiu Ying, ostatni wielki przedstawiciel stylu błękitno-zielonego, wywodzący się z ubogiej warstwy i w swych przedstawieniach scen dworskich i z życia uczonych-urzędników idealizujący tę grupę społeczną; był też wybitnym twórcą poziomych zwojów ze scenami obyczajowymi).

### Dynastia Qing
W tym okresie zaznaczał się raczej duch analityczny i kompilatorski niż twórczy; była to też „epoka antykwarystów” – uczeni mężowie zbierali starożytności, dzieła sztuki, zgłębiali i komentowali dawne dzieła.

#### Malarstwo dworskie
Interesującym efektem misji jezuickich w Chinach był ich wpływ na sztukę dworską, zwłaszcza za panowania cesarzy Kangxi i Qianlonga. Aczkolwiek głównie ograniczał się do kwestii technicznych (Zou Yigui, sławny malarz kwiatów tego okresu komentował, że choć uczniowie winni studiować metody europejskie dla poprawy własnego warsztatu, niemniej malarstwa Europejczyków żadną miarą nie można określić mianem sztuki), był dość znaczący, zwłaszcza dzięki pracom i nauczaniu Giuseppe Castiglione. Wśród malarzy, którzy studiowali u Europejczyków byli Jiao Bingzhen i Leng Mei. Należy też wspomnieć o chińskich malarzach tworzących w tradycji europejskiej na zlecenie kupców kantońskich
Inną grupą malarzy dworskich byli pracujący w tradycji północnej szkoły malarstwa pejzażowego, w szczególności naśladujący prace Guo Xi, lecz pozostający pod wpływem mingowskiego „ekspresjonizmu”; do najważniejszych należą tu Yuan Jiang, jego syn Yuan Yao i Li Yin.

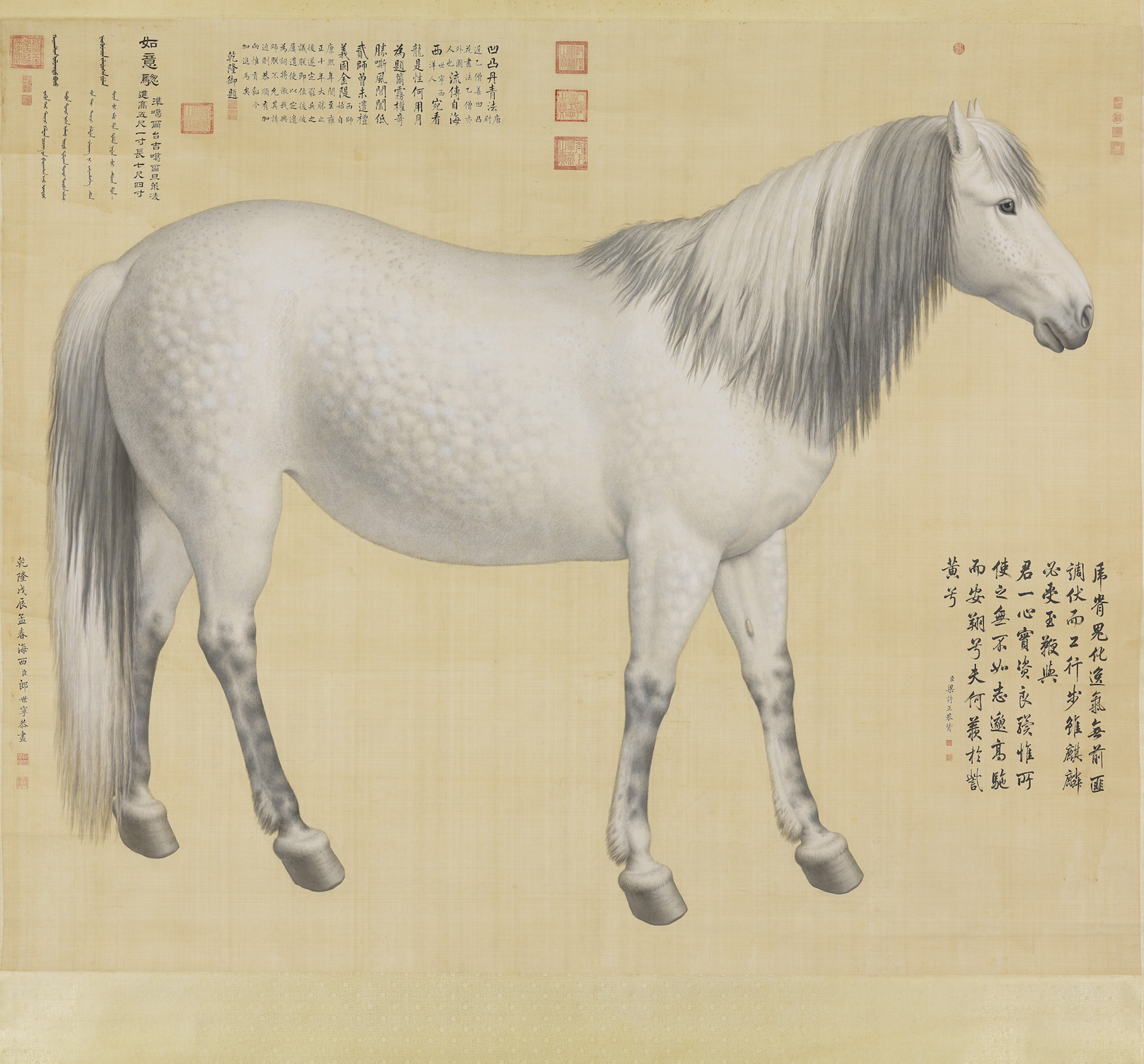
Koń Ruyicong, Giuseppe Castiglione. Narodowe Muzeum Pałacowe
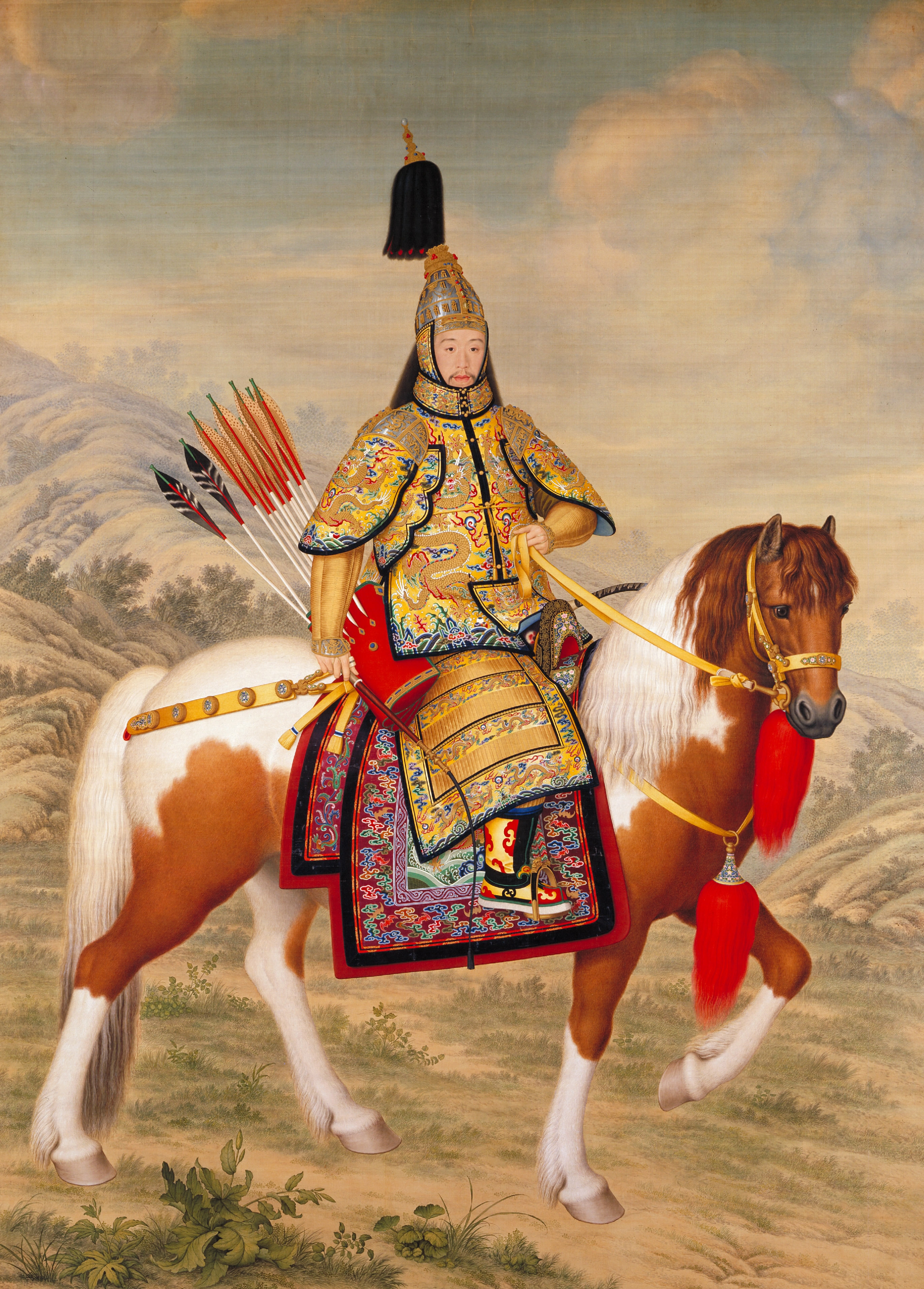
Portret konny cesarza Qianlonga, G. Castiglione. Muzeum Pałacowe
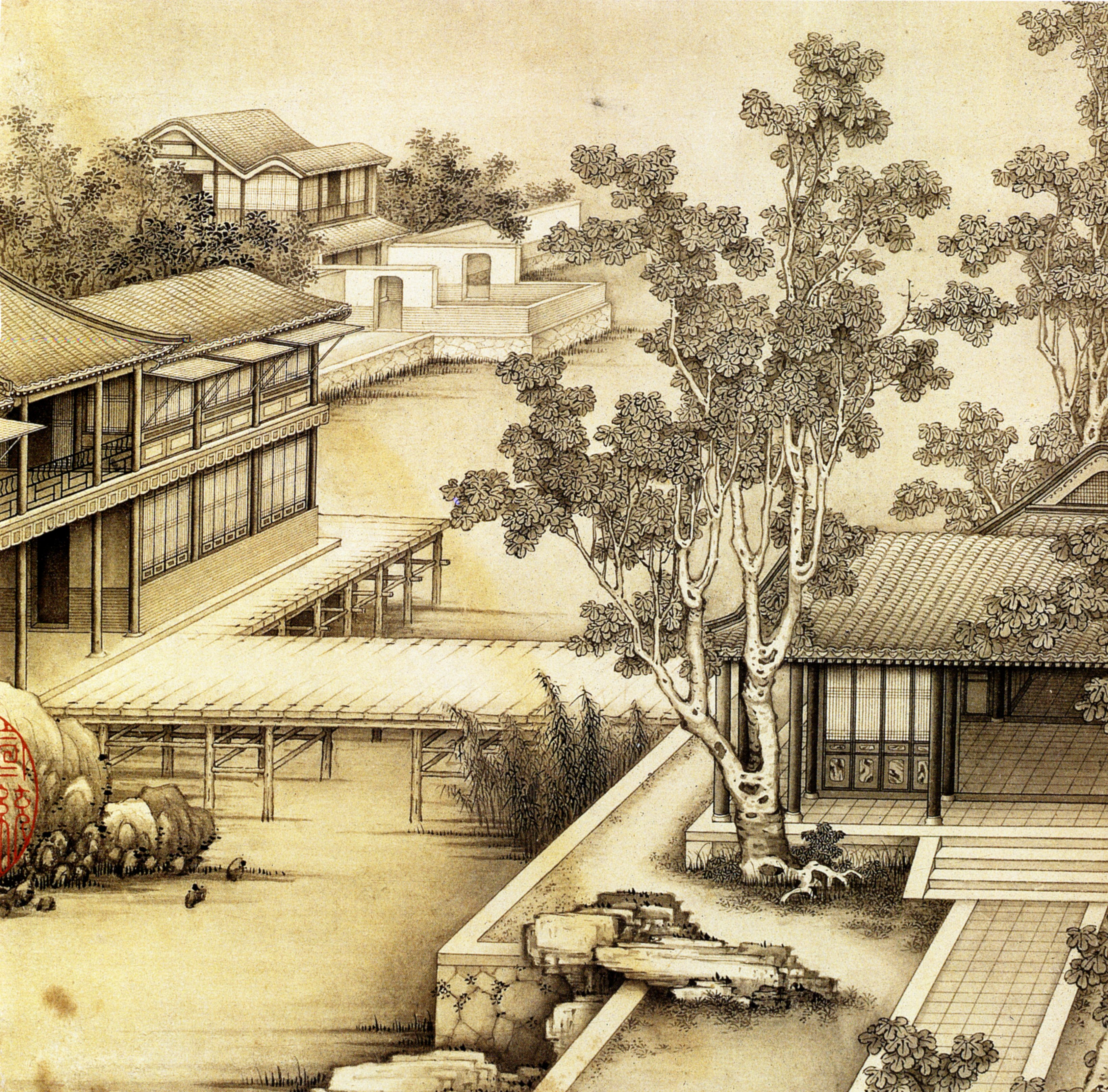
Pejzaż autorstwa Jiao Bingzhena. Narodowe Muzeum Pałacowe
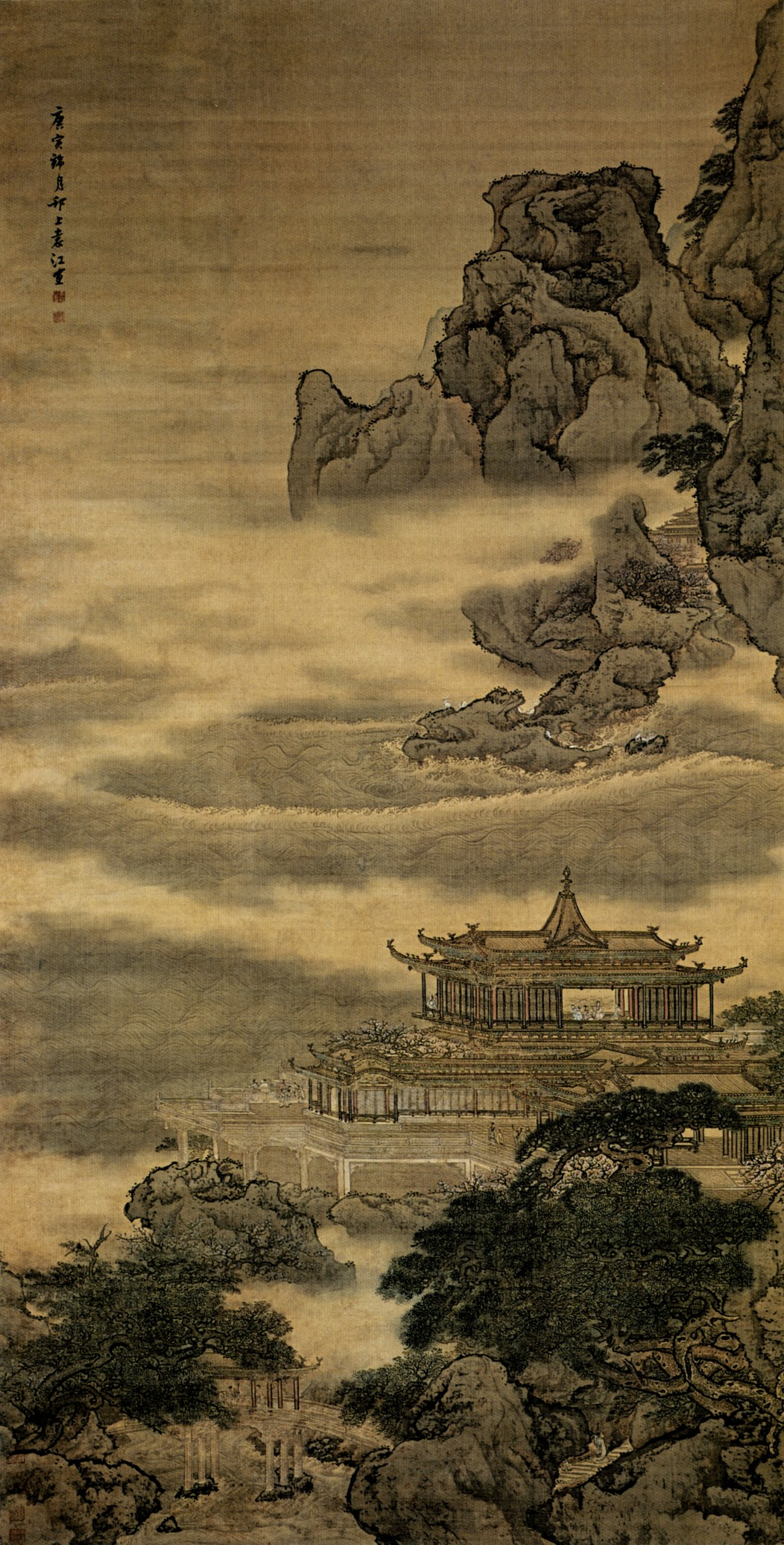
Pejzaż autorstwa Yuan Jianga. Muzeum Szanghajskie

#### Malarstwo uczonych
Uczeni w tym okresie odwracali się od nowych wpływów i traktowali swoją sztukę jako sposób na przechowanie dawnej, „prawdziwej” tradycji, nierzadko nadmiernie sztywno trzymając się dawnych wzorów. Najważniejszymi z nich było tzw. „czterech Wangów”: Wang Shimin, jego uczniowie Wang Jian i Wang Hui, oraz wnuk – Wang Yuanqi; wraz z Yun Shoupingiem i Wu Li określani są mianem „sześciu mistrzów epoki Qing”. Tradycyjne grupowanie malarzy często miało niewiele wspólnego z ich wspólnotą stylu, lub wspólną pracą – przykładowo prace malarzy takich jak Hua Yan, Huang Shen czy Luo Ping, zaliczanych do „Ośmiu Ekscentryków z Yangzhou” mają ze sobą niewiele wspólnego. Wielu artystów tej epoki, pozornie kultywujących ideał amatora, w rzeczywistości dostosowywało się do gustów publiczności i mecenasów i pracowało jako malarze zawodowi. Huang Shen czy Jin Nong celowo wprowadzali do swych dzieł elementy nieco dziwaczne, aby przyciągnąć uwagę.
Wśród malarzy wczesnej ery qingowskiej było też wielu twórców bardzo oryginalnych – najważniejsi to Zhu Da (Bada Shanren), mistrz pozornie niedbałego, ale bardzo ekspresywnego stylu przywołującego na myśl malarstwo chan; Kun Can, buddyjski mnich – twórca oszczędnych, chłodnych pejzaży i Shitao, malarz, teoretyk sztuki i projektant ogrodów.

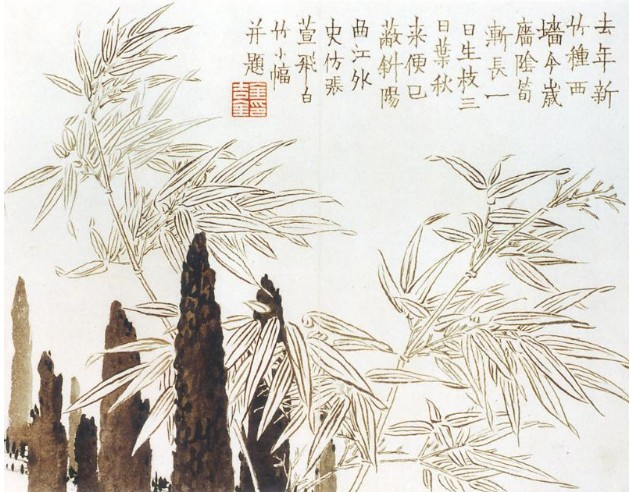
Bambusy i kaligrafia, Jin Nong. Muzeum Tianjinu
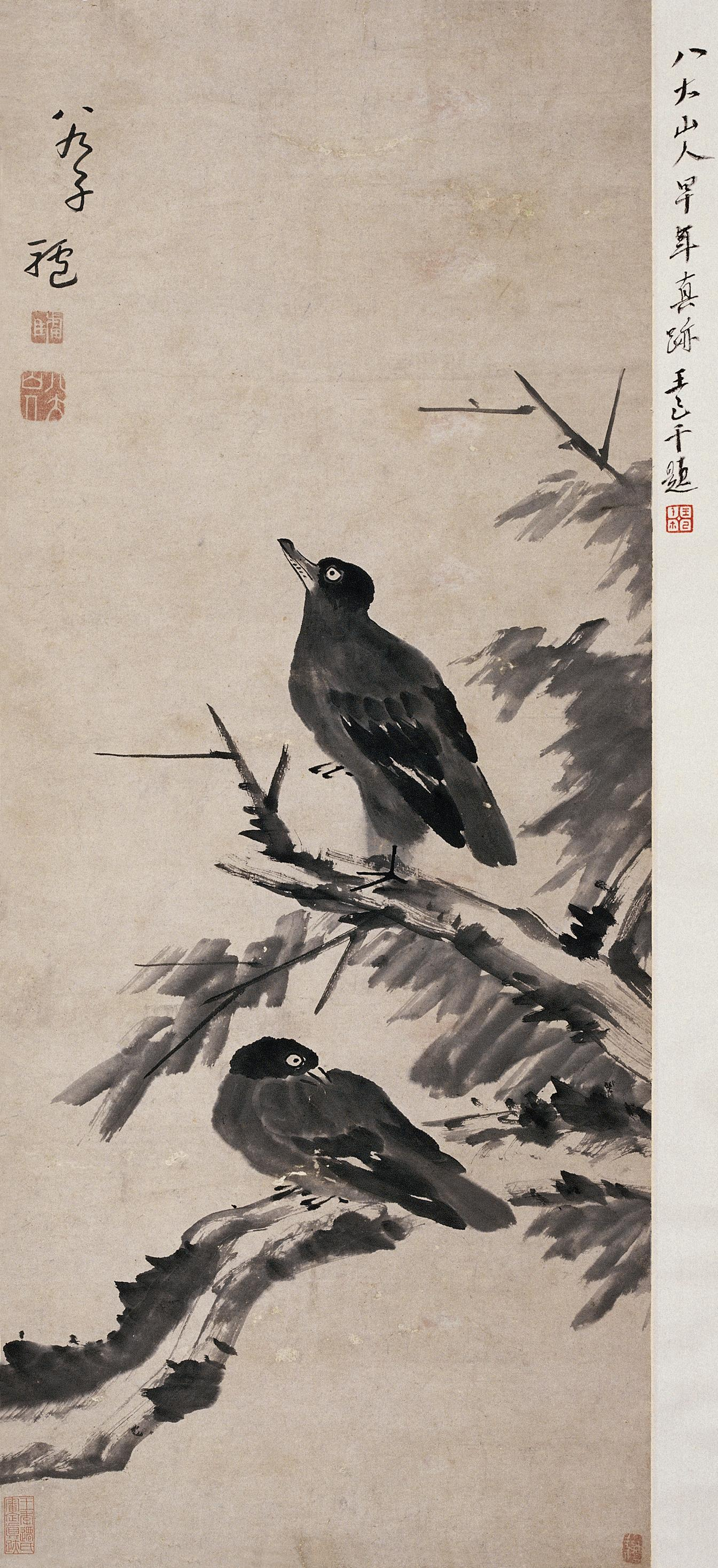
Ptaki na skale, autorstwa Zhu Da.
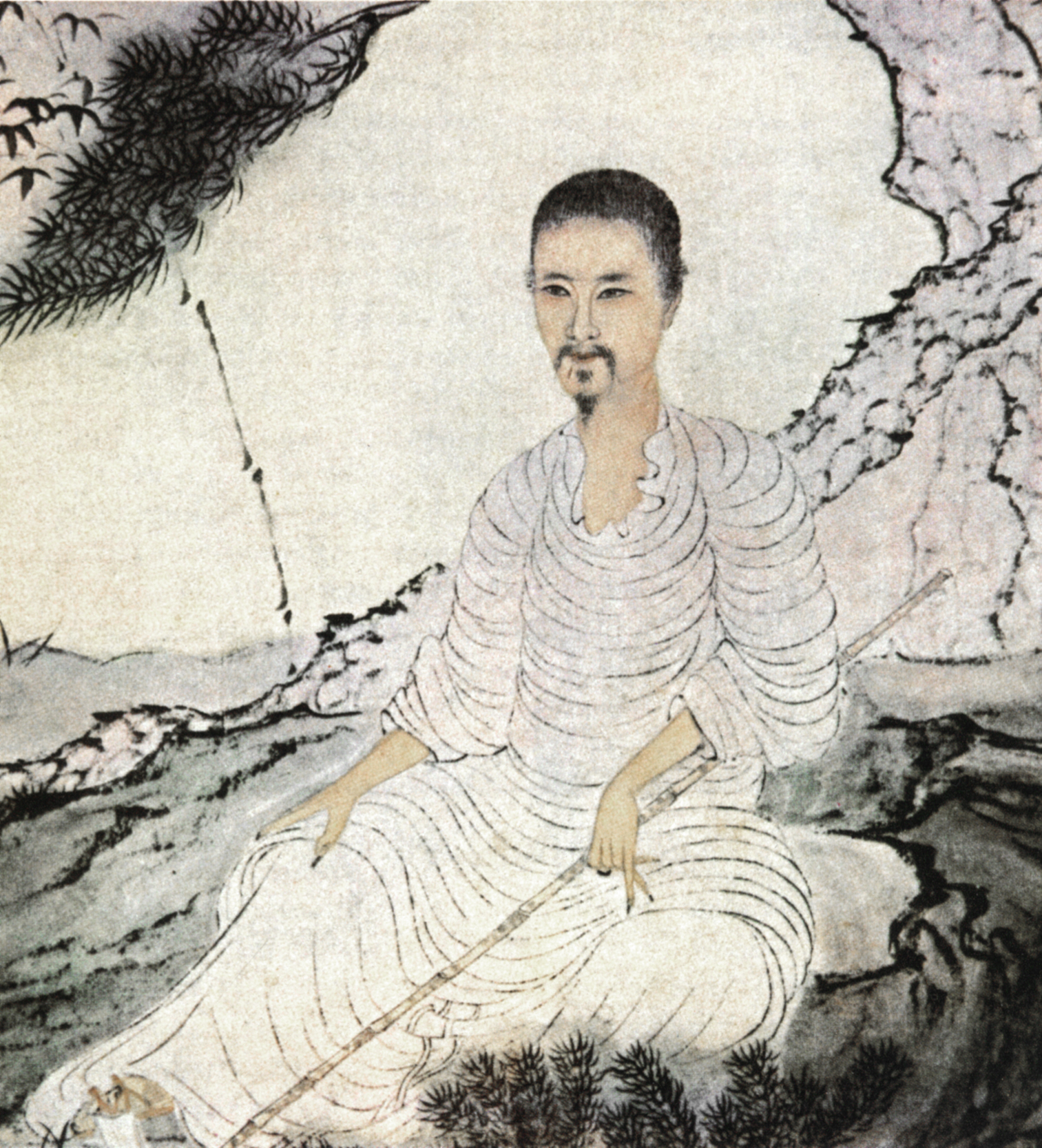
Shitao – autoportret. Narodowe Muzeum Pałacowe
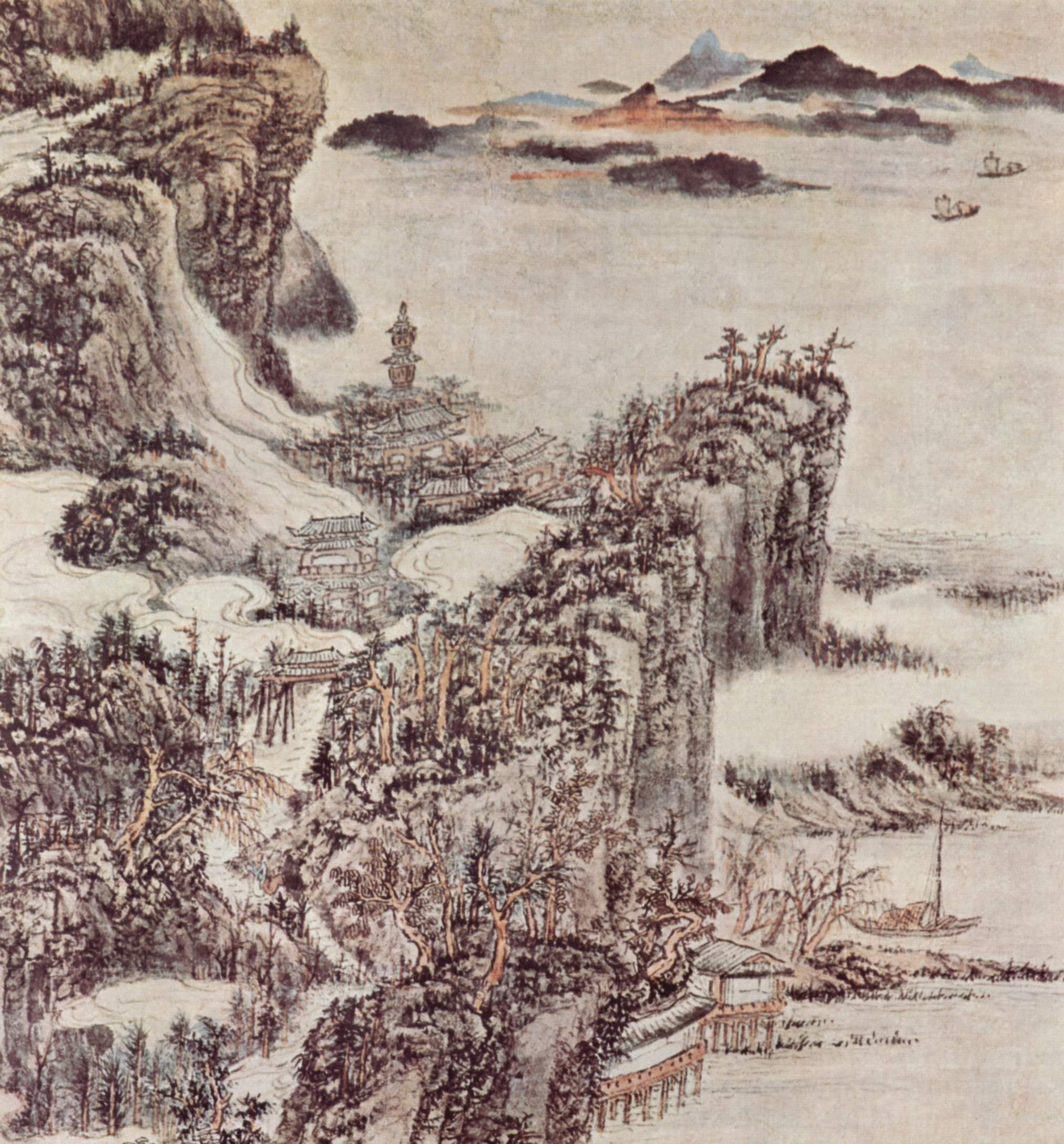
Pejzaż autorstwa Kun Cana.

## Wpływy

### Japonia
Chińskie malarstwo stało się podstawą malarstwa jako osobnej sztuki uprawianej w tym kraju; wczesne dzieła mają tematykę buddyjską. W okresie Nara wyraźne są wpływy malarstwa tangowskiego. Po IX w. wraz z osłabieniem kontaktów rozwija się lokalny styl yamato-e, ale wpływy chińskie są widoczne w dziełach w stylu dynastii Song w późniejszym okresie dworskim. Okres Muromachi to czasy świetności malarstwa czarnotuszowego suiboku-ga, najpierw religijnego, związanego z zen, potem pejzażowego. Obydwa te nurty mają chińskie pochodzenie (odpowiednio chińskie chan i shuimo).
Południowa szkoła malarstwa (nanhua)  miała swoją kontynuację jako nanga; przeniesiona do Japonii w XVIII w. była popularna wśród konfucjańskich intelektualistów, stąd nazywana jest też malarstwem uczonych (bunjinga, chiń. wenhua). Malarstwo w stylu chińskim zostało przekształcone w „styl narodowy” i „tradycyjną sztukę japońską” (zob. nihonga).

### Recepcja na Zachodzie
Do wieku XVI sztuka chińska była w Europie właściwie nieznana. Wraz z napływem chińskich towarów od XVII w. Europejczycy zaczęli wysoko cenić tamtejsze rzemiosło i sztukę użytkową, jak tkaniny, porcelana itp., ale nie sztukę wyższą, w tym malarstwo. Jezuita Matteo Ricci w XVI w. komentował, że Chińczycy nie potrafią operować perspektywą ani używać olejów; podobną opinię w XVII w. wyraził Alvarez de Semedo w swojej historii Chin. Jeszcze w XIX w. chińska sztuka była uznawana za dziwaczną i ekscentryczną, a z początkiem XX w. dyrektor Metropolitan Museum of Art w Nowym Jorku uznał rozróżnianie sztuki japońskiej i chińskiej za nonsensowne.
W XIX w. wywodząca się pierwotnie z Chin, ale pochodząca już bezpośrednio z Japonii sztuka wywarła spory wpływ na prerafaelitów, impresjonistów i przedstawicieli secesji. Najwyżej w Chinach cenione czarnotuszowe malarstwo pejzażowe zaczęło być szerzej cenione dopiero po przetłumaczeniu dzieł chińskiej literatury, filozofii i teorii sztuki, które pozwoliły zrozumieć reguły kierujące tym malarstwem; zrozumienie (nawet niepełne) „ideologicznego tła” tej sztuki, ułatwiło Europejczykom jej recepcję. Nie wywarła ona jednak zbyt dużego wpływu na sztukę zachodnią. Nieliczni zachodni twórcy jak Mark Tobey czy Henri Michaux przyznawali, że sztuka chińska miała na nich wpływ, ale częściej powołują się na kaligrafię niż malarstwo.